# Cesson-Sévigné
Pour les articles homonymes, voir Sévigné.
Ne doit pas être confondu avec Cesson.
Cesson-Sévigné est une commune française située dans le département d'Ille-et-Vilaine, en région Bretagne.
Le nom de la commune de Cesson est modifié en Cesson-Sévigné en 1921. Sévigné est le nom d'une ancienne seigneurie de Gévezé, berceau de la famille de Sévigné(qui possédait également une seigneurie située à l'est de la commune au bord de la Vilaine), dont Marie de Rabutin-Chantal, marquise de Sévigné, est le membre le plus célèbre.
Avec 18 076 habitants, Cesson-Sévigné est en 2022 la 6e commune la plus peuplée d'Ille-et-Vilaine, l'une des plus peuplées de Rennes Métropole avec Bruz, et la 15e de Bretagne.
Contiguë à Rennes, Cesson est en plein développement depuis les années 1950, et plus particulièrement depuis l'essor de la technopole Rennes Atalante dans les années 1980. De nombreux centres de recherche de grandes entreprises (Orange, Vantiva, Canon, OVH, etc.) y sont implantés autour desquels se greffent une multitude de starts up et de sociétés de services en ingénierie informatique. Avec plus de 20 000 emplois (2012) et plusieurs établissements d'enseignement supérieur (CentraleSupélec, École des transmissions, IMT Atlantique), la ville est aujourd'hui un bassin démographique, économique et universitaire attractif de l'unité urbaine rennaise.
Traversée par la Vilaine, la ville est cependant restée majoritairement rurale. De nombreux espaces verts, cours d'eau et manoirs jalonnent le territoire communal.
Ville hôte du Cesson Rennes Métropole Handball et d'un pôle France de canoë-kayak, Cesson-Sévigné a été désignée en 2011 « Ville la plus sportive de France » par L'Équipe dans la catégorie des villes de moins de 20 000 habitants.

## Géographie

### Localisation
Cesson-Sévigné est située en limite est de la ville de Rennes et est entourée par la rocade est.
Du fait de cette continuité urbaine avec Rennes, Cesson-Sévigné est devenue la sixième ville d'Ille-et-Vilaine, derrière Rennes, Saint-Malo, Fougères, Vitré et Bruz.
| Betton | Thorigné-Fouillard | Acigné            |
| Rennes | Cesson-Sévigné     | Noyal-sur-Vilaine |
|        | Chantepie          | Domloup           |

### Voies de communication et transports

#### Transports en commun
Cesson-Sévigné est principalement desservie par les bus du réseau Service des transports en commun de l'agglomération rennaise (STAR) de Rennes Métropole, principalement via les lignes C4, C6, 10, 14, 34, 64 et 67.
La ZI Sud-Est, partiellement sur la commune de Cesson-Sévigné, est desservie par les lignes 11 et 34, les hameaux de la route de Fougères par la ligne 50 et la polyclinique par la ligne C2.
Le quartier de la Ménourais est reliée au quartier de la Monniais, par la ligne 38, en correspondance avec la ligne 67.
La ville fut desservie par une extension de la ligne 3 du tramway de Rennes, à partir de 1907, la ligne 6.
Le nord de la commune est desservi depuis septembre 2022 par deux stations de la ligne b du métro de Rennes : Atalante et Cesson - Viasilva, terminus de la ligne.

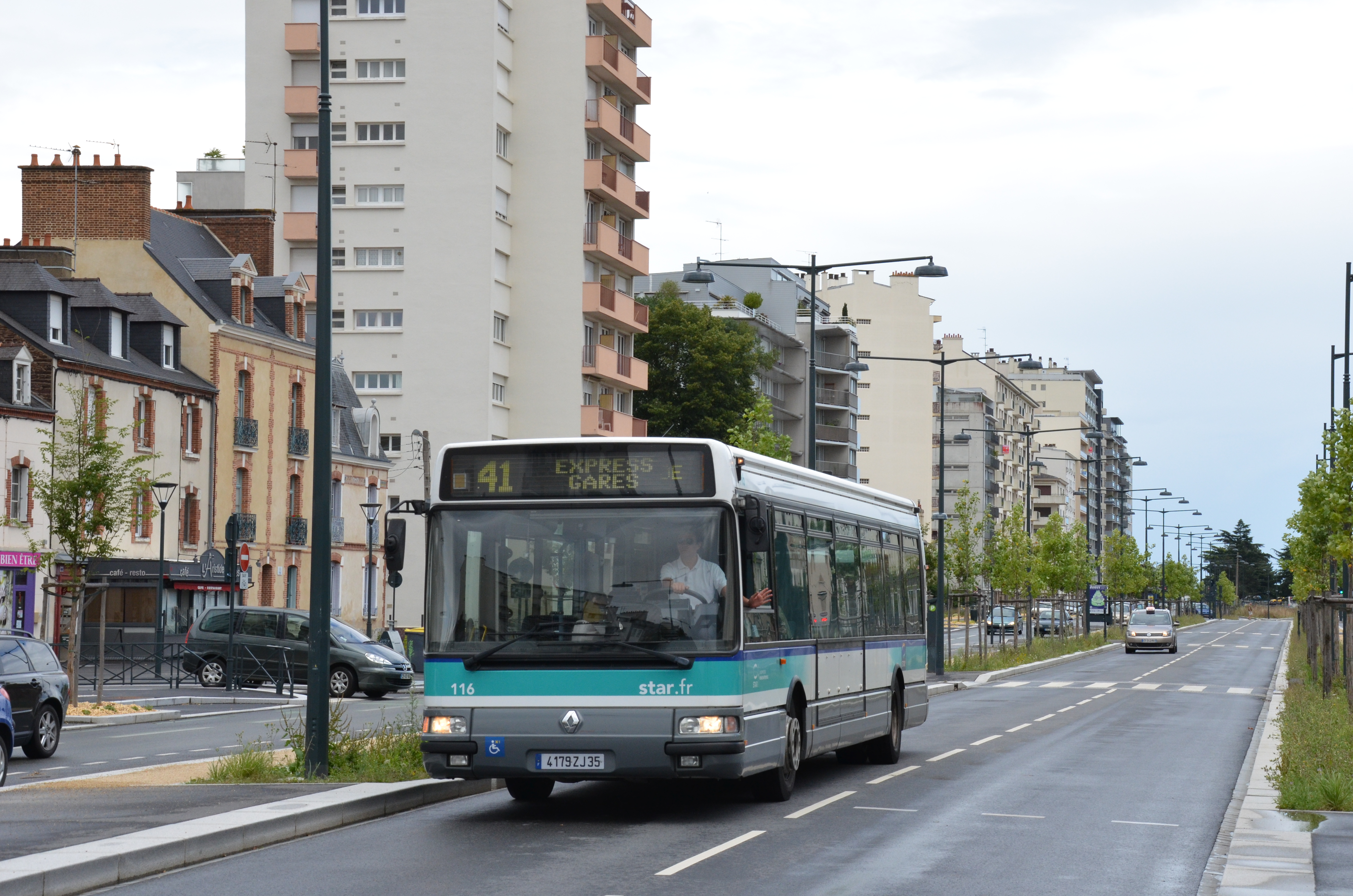
Bus 41ex sur l'axe est-ouest entre Cesson et Rennes.
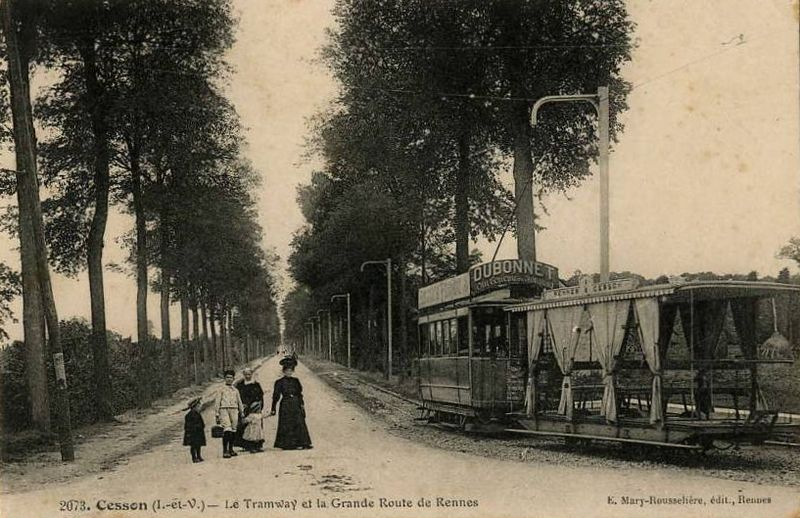
Le terminus du tramway, vers 1910, sur la route de Paris.
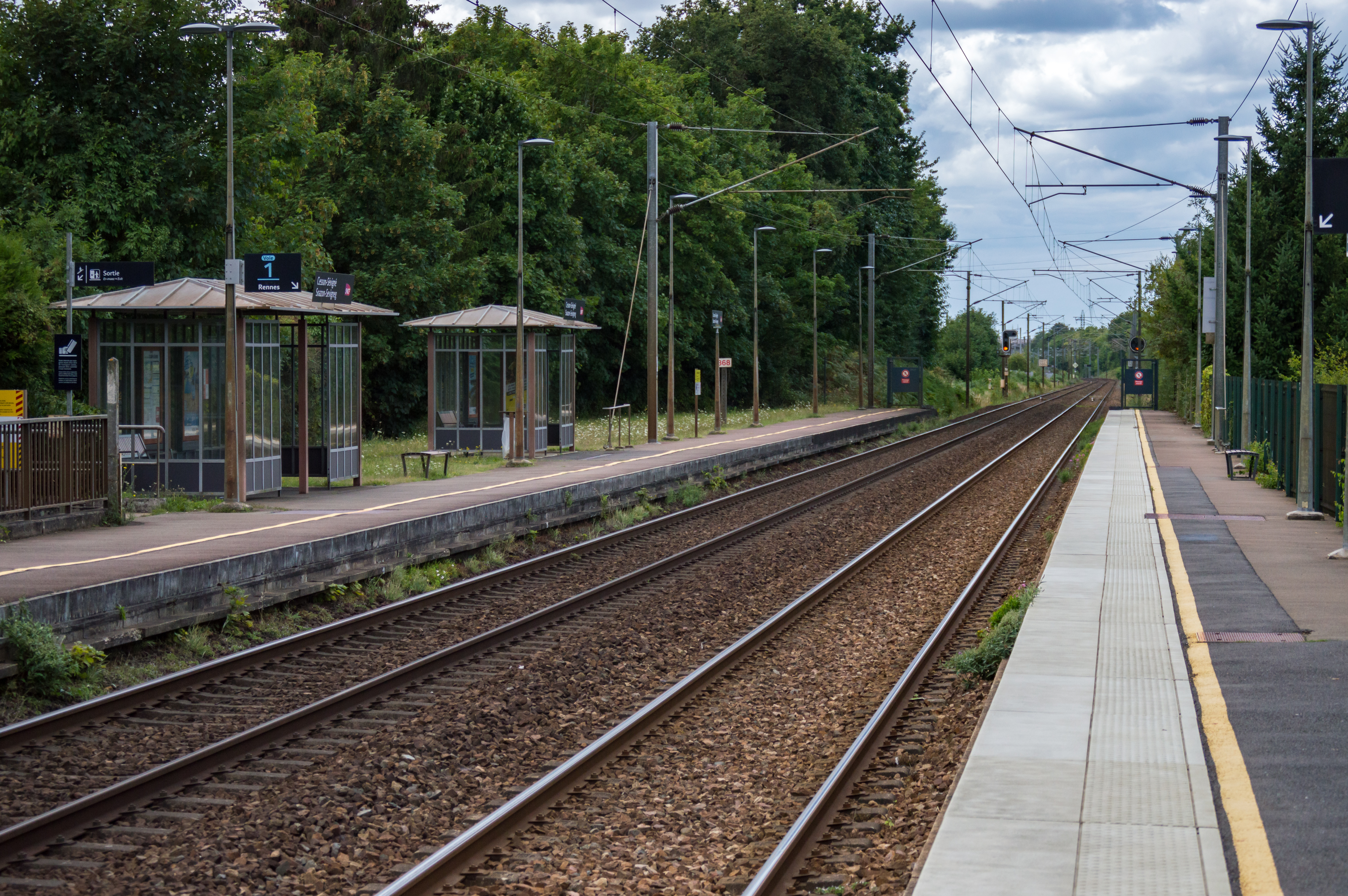
La gare.

#### Transport ferroviaire
La gare de Cesson-Sévigné se trouve sur la ligne de Paris-Montparnasse à Brest. Elle est desservie par des trains express régionaux du réseau TER Bretagne, circulant entre Rennes et Vitré.

#### Marche
À l'enquête 2021 du Baromètre des villes marchables, Cesson-Sévigné a la deuxième note de France, avec 14,6/20, avec une pratique de la marche « très favorable ».

### Hydrographie
Pour un article plus général, voir Réseau hydrographique d'Ille-et-Vilaine.
La commune est située dans le bassin Loire-Bretagne. Elle est drainée par la Vilaine, un bras de la vilaine, le Blosne,.
La Vilaine, d'une longueur de 218 km, prend sa source dans la commune de Juvigné et se jette  dans l'Océan Atlantique à Camoël, après avoir traversé 56 communes. Les caractéristiques hydrologiques de la Vilaine sont données par la station hydrologique située dans la commune. Le débit moyen mensuel est de 6,19 m3/s. Le débit moyen journalier maximum est de 109 m3/s, atteint lors de la crue du 25 mars 2001. Le débit instantané maximal est quant à lui de 151 m3/s, atteint le même jour.
Le Blosne, d'une longueur de 19 km, prend sa source dans la commune de Domloup et se jette  dans la Vilaine au niveau du Rheu, après avoir traversé huit communes. 

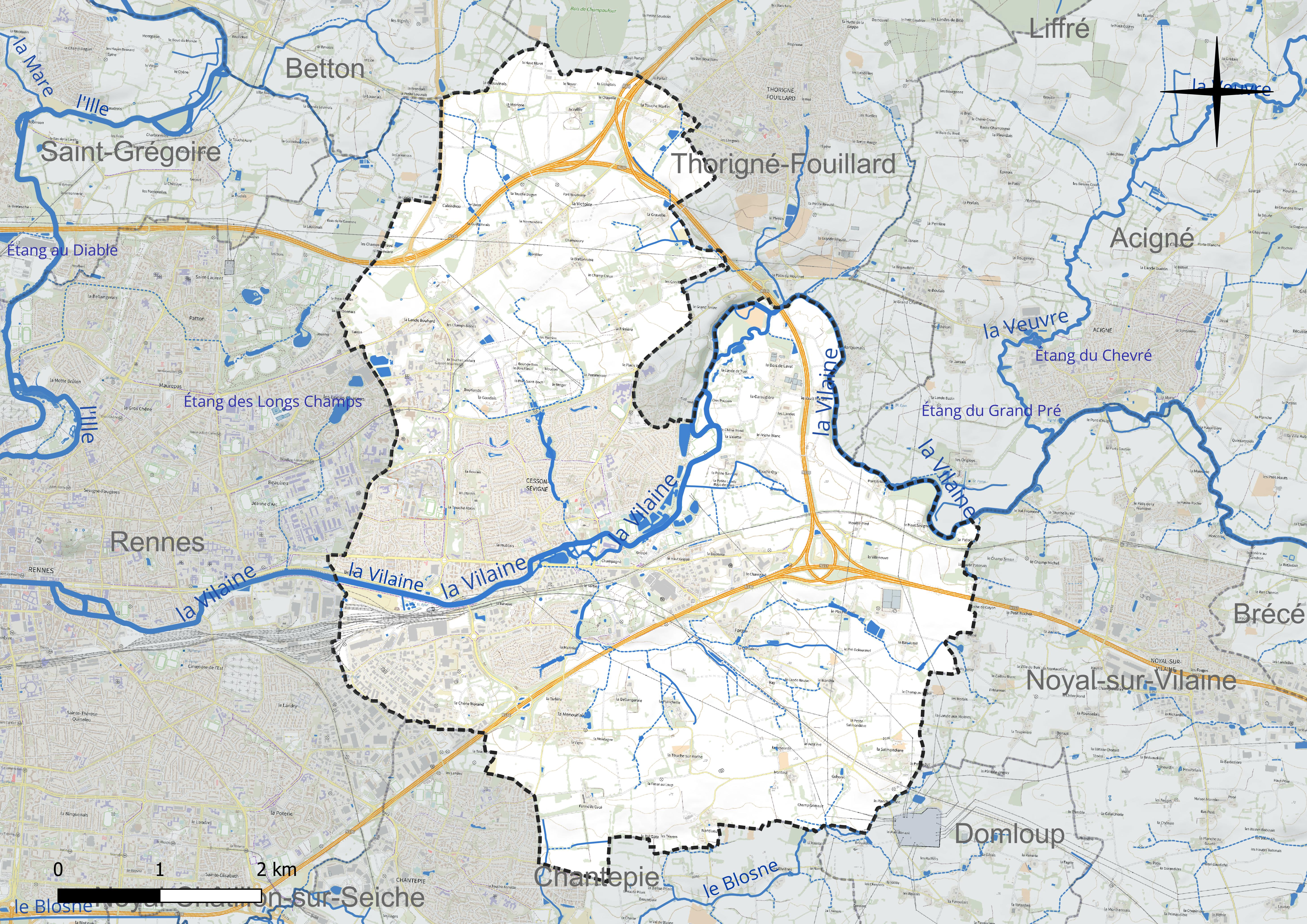
Réseau hydrographique de Cesson-Sévigné.

### Climat
Pour des articles plus généraux, voir Climat de la Bretagne et Climat d'Ille-et-Vilaine.
En 2010, le climat de la commune est de type climat océanique altéré, selon une étude du CNRS s'appuyant sur une série de données couvrant la période 1971-2000. En 2020, Météo-France publie une typologie des climats de la France métropolitaine dans laquelle la commune est exposée à un climat océanique et est dans la région climatique Bretagne orientale et méridionale, Pays nantais, Vendée, caractérisée par une faible pluviométrie en été et une bonne insolation. Parallèlement l'observatoire de l'environnement en Bretagne publie en 2020 un zonage climatique de la région Bretagne, s'appuyant sur des données de Météo-France de 2009. La commune est, selon ce zonage, dans la zone « Sud Est », avec des étés relativement chauds et ensoleillés.
Pour la période 1971-2000, la température annuelle moyenne est de 11,6 °C, avec une amplitude thermique annuelle de 12,9 °C. Le cumul annuel moyen de précipitations est de 701 mm, avec 12 jours de précipitations en janvier et 6,5 jours en juillet. Pour la période 1991-2020, la température moyenne annuelle observée sur la station météorologique la plus proche, située sur la commune de Saint-Jacques-de-la-Lande à 11 km à vol d'oiseau, est de 12,4 °C et le cumul annuel moyen de précipitations est de 691,0 mm,. Pour l'avenir, les paramètres climatiques de la commune estimés pour 2050 selon différents scénarios d'émission de gaz à effet de serre sont consultables sur un site dédié publié par Météo-France en novembre 2022.

## Urbanisme

### Typologie
Au 1er janvier 2024, Cesson-Sévigné est catégorisée grand centre urbain, selon la nouvelle grille communale de densité à sept niveaux définie par l'Insee en 2022.
Elle appartient à l'unité urbaine de Rennes, une agglomération intra-départementale regroupant 16  communes, dont elle est une commune de la banlieue,,. Par ailleurs la commune fait partie de l'aire d'attraction de Rennes, dont elle est une commune du pôle principal,. Cette aire, qui regroupe 183 communes, est catégorisée dans les aires de 700 000 habitants ou plus (hors Paris),.

### Occupation des sols
L'occupation des sols de la commune, telle qu'elle ressort de la base de données européenne d'occupation biophysique des sols Corine Land Cover (CLC), est marquée par l'importance des territoires agricoles (64,2 % en 2018), en diminution par rapport à 1990 (73,2 %). La répartition détaillée en 2018 est la suivante : 
zones agricoles hétérogènes (31 %), terres arables (27,7 %), zones industrielles ou commerciales et réseaux de communication (17,4 %), zones urbanisées (16,3 %), prairies (5,6 %), espaces verts artificialisés, non agricoles (1,7 %), forêts (0,4 %). L'évolution de l'occupation des sols de la commune et de ses infrastructures peut être observée sur les différentes représentations cartographiques du territoire : la carte de Cassini (XVIIIe siècle), la carte d'état-major (1820-1866) et les cartes ou photos aériennes de l'IGN pour la période actuelle (1950 à aujourd'hui).

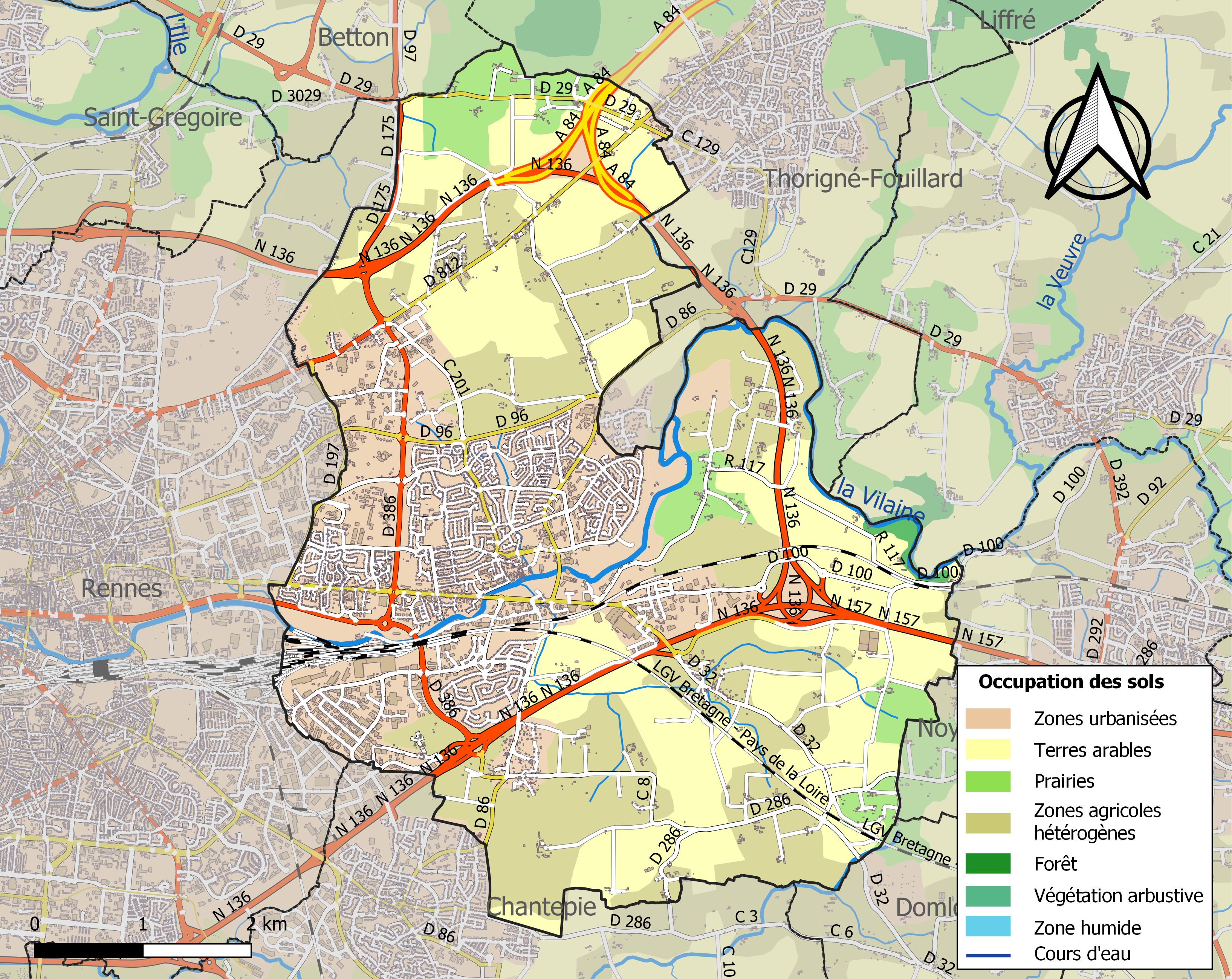
Carte des infrastructures et de l'occupation des sols de la commune en 2018 (CLC).

### Logement
Le tableau ci-dessous présente une comparaison de quelques indicateurs chiffrés du logement pour Cesson-Sévigné et l'ensemble de l'Ille-et-Vilaine en 2017,.
|                                                                  | Cesson-Sévigné | Ille-et-Vilaine |
| ---------------------------------------------------------------- | -------------- | --------------- |
| Parc immobilier total (en nombre d'habitations)                  | 9 006          | 546 440         |
| Part des résidences principales (en %)                           | 93,3           | 86,2            |
| Part des résidences secondaires et logements occasionnels (en %) | 3,1            | 6,9             |
| Part des logements vacants (en %)                                | 3,7            | 6,9             |
| Part des ménages propriétaires de leur logement (en %)           | 54,8           | 59,8            |

### Morphologie urbaine
Cesson-Sévigné dispose d'un plan local d'urbanisme intercommunal approuvé par délibération du conseil métropolitain du 19 décembre 2019. Il divise l'espace des 43 communes de Rennes Métropole en zones urbaines, agricoles ou naturelles.

### Projets d'aménagements
Depuis les années 2010, Cesson-Sévigné connaît une transformation urbaine majeure avec le projet ViaSilva, un écoquartier développé par Rennes Métropole sur environ 200 hectares. Ce projet urbain vise à accueillir approximativement 12 000 nouveaux habitants et à créer plus de 20 000 emplois à terme.
L'aménagement de ViaSilva s'articule autour de deux quartiers principaux : Atalante ViaSilva, situé à cheval entre Rennes et Cesson-Sévigné et intégrant la technopole Atalante Beaulieu, et Les Pierrins, quartier à dominante résidentielle situé au sud de ViaSilva dans la continuité des quartiers d'habitat existants.
Le projet s'appuie sur une démarche de développement durable, intégrant la préservation de la biodiversité locale et des expérimentations en matière de construction bas carbone. L'aménagement respecte la trame verte et bleue existante, notamment autour du parc de Boudebois qui fait l'objet d'opérations de renaturation.

## Toponymie
Les formes anciennes sont de Saxonis (XIe siècle), Cesson (1152), Saxon (1153) dérivé du nom des Saxons, Sesson (1185).
En 1921, le nom de la commune de Cesson a été modifié en Cesson-Sévigné. Sévigné est formé de l'étymon Sabiniacum, formé du nom propre romain Sabinius, augmenté du suffixe -acum signifiant « domaine de ».
En gallo, le nom est Césson, retranscrit en Séson en graphie MOGA par l'association Chubri.
La forme bretonne proposée par l'Office public de la langue bretonne est Saozon-Sevigneg,. Sevigneg n'est autre que la forme bretonne que l'on retrouve dans Itron Sevigneg, Madame de Sévigné[réf. nécessaire]. Cependant, le territoire de la commune se trouve en dehors de l'aire traditionnelle de diffusion de la langue bretonne.
Le gentilé est Cessonnais[réf. souhaitée].

## Histoire

### Préhistoire et Antiquité
Des fouilles archéologiques menées en 2017 lors de la construction du quartier ViaSilva ont montré que la première réelle occupation de la commune date du IIIe siècle av. J.-C.. Il s'agissait d'une ferme gauloise qui perdure jusqu'à la conquête romaine de la Gaule. Cette ferme est remplacée au Ier siècle par une villa gallo-romaine aristocratique de plan typiquement romain. La villa se situe dans l'aire d'influence de la ville de Condate, l'antique Rennes, et se situe à 3 km du cœur de la cité. La villa profite du rayonnement de Condate, notamment parce qu'elle se situe près de deux des axes majeurs qui mènent à la ville.
Un autre témoin de la richesse de cette villa est le complexe de thermes gallo-romains situés en son sein dont les murs sont ornés de plaques d'un schiste ardoisier local décorées par des gravures.   

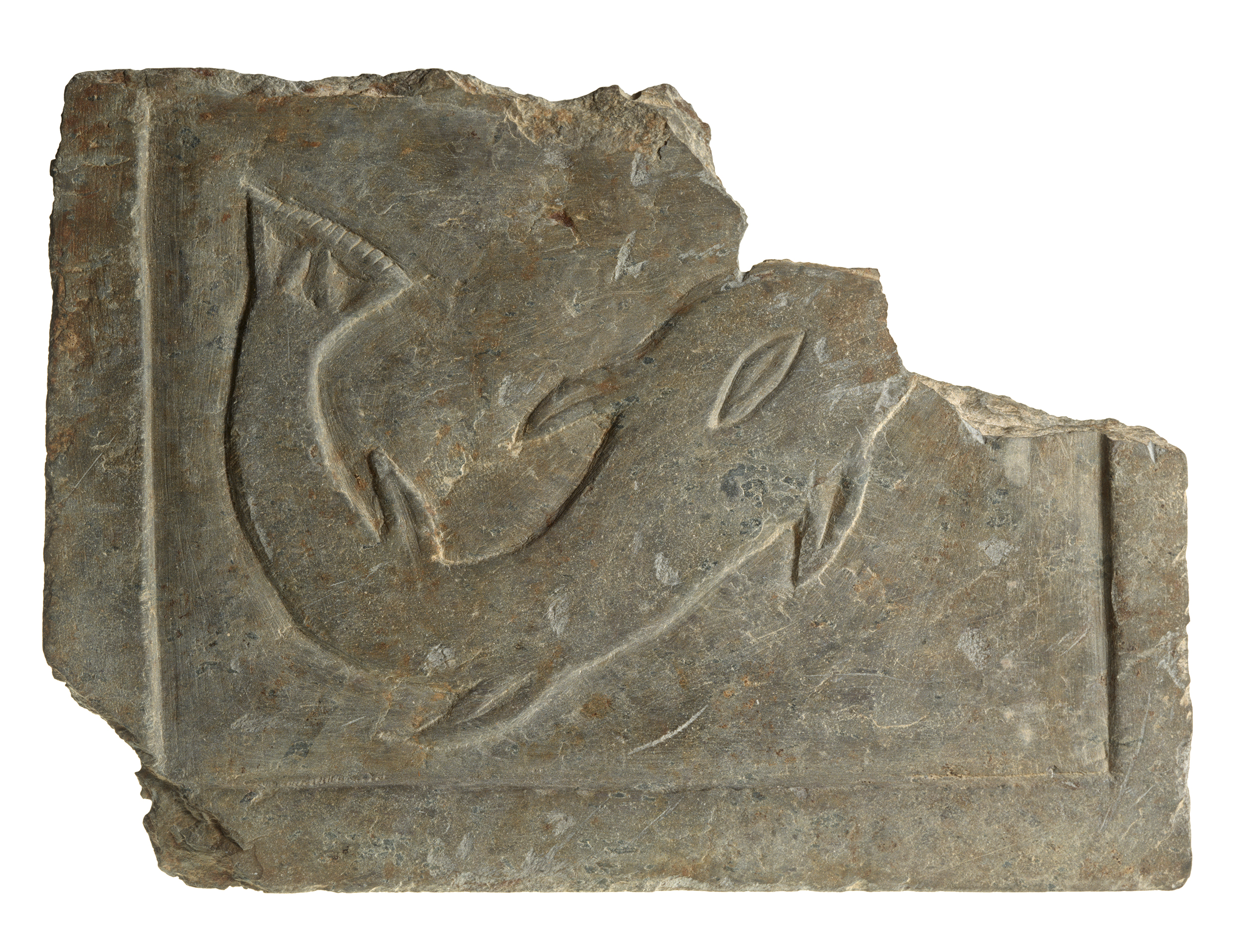
Dalle à motif de dauphin provenant des thermes de la villa, conservée au musée de Bretagne.

Un exemple de ces décors thermaux est conservé au musée de Bretagne à Rennes : il s'agit d'une gravure de dauphin, témoin d'un certain niveau de richesse car le dauphin est un symbole aristocratique dans l'empire romain.
Au IIe siècle, la villa connaît encore des aménagements avec notamment la mise en place d'un chauffage souterrain.
Par ailleurs, une statue de petite taille en terre cuite moulée représentant le dieu Harpocrate et datée de l'époque gallo-romaine, a été retrouvée.  

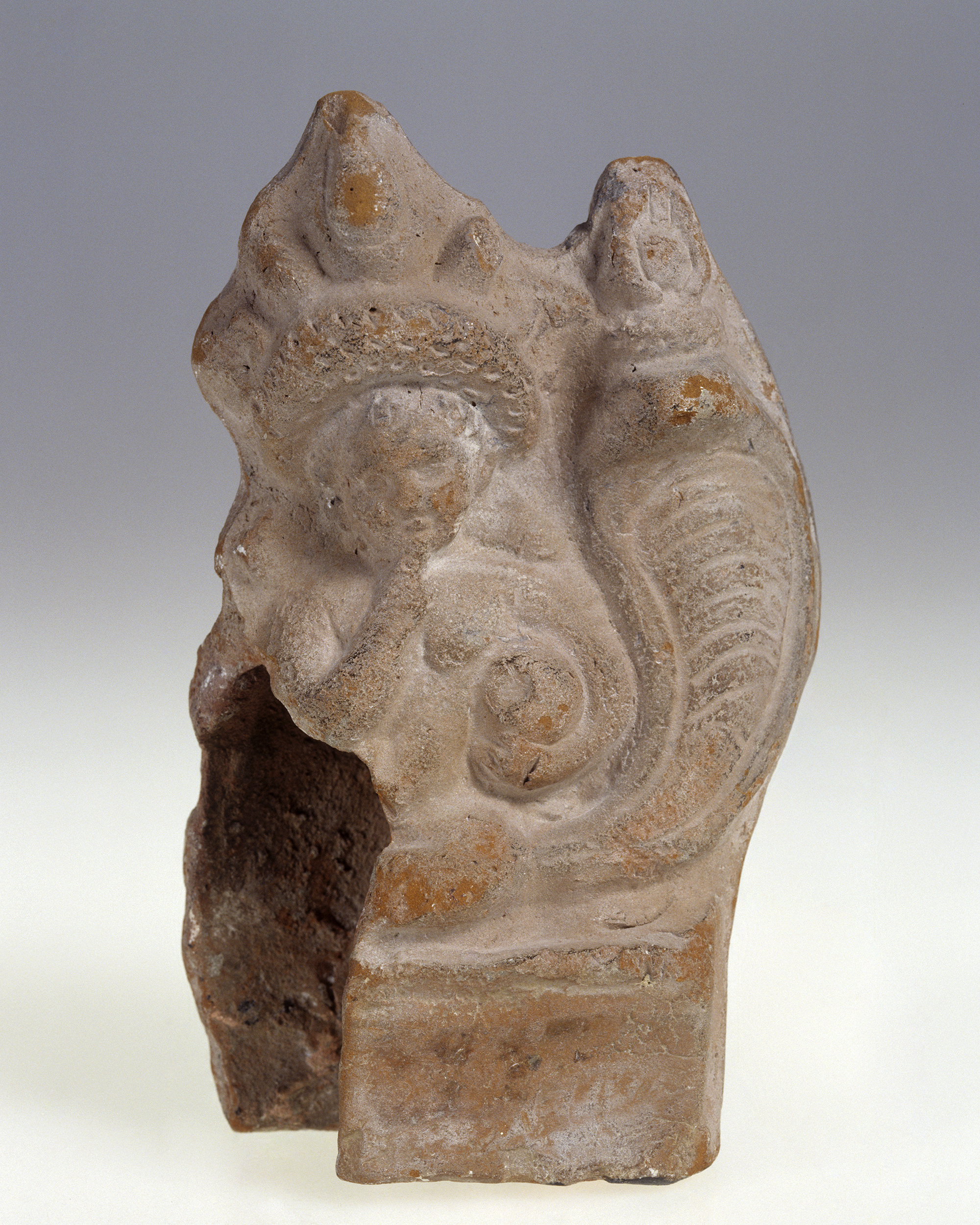
Statuette gallo-romaine en terre cuite du dieu Harpocrate, retrouvée sur la commune au XIXe siècle.

Il s'agit d'une divinité égyptienne adoptée par les Grecs, notamment la dynastie lagide, puis par les Romains. La présence d'une telle statue dans une riche villa à proximité de la ville antique de Condate témoigne des échanges entre Rome et cette région de l'empire mais aussi de l'influence culturelle et religieuse gréco-romaine que subit la région durant la période gallo-romaine.
Ces différents éléments, le plan de la villa, le système thermal ou encore la reprise d'éléments iconographiques romains, sont les témoins d'une villa particulièrement riche et confortable, complètement romanisée.
La villa est abandonnée au Ve siècle et la commune ne montre plus trace d'occupation avant le XIe siècle.

### Moyen Âge et Temps modernes
Sévigné est un ancien fief situé sur la Vilaine, en amont de Cesson, vers l'est, juste à la limite de la commune de Noyal-sur-Vilaine. Ce fief appartint à la famille de Sévigné, dont Marie de Rabutin-Chantal, dite la marquise de Sévigné, épouse d'Henri de Sévigné, est la plus connue. Leurs terres de Sévigné s'étendaient sur Cesson, Noyal-sur-Vilaine, Acigné, Brécé, l'origine du nom se trouve à Gévezé où s'élevait le château de Sévigné, siège d'origine de la seigneurie de Sévigné.

#### Révolution française
La commune accueille favorablement la Révolution et ses avancées. L'organisation des fêtes révolutionnaires témoigne du maintien d'un sentiment favorable au nouveau régime, comme celle célébrant la victoire des armées républicaines et la paix avec l'Autriche, principal ennemi de la France, en brumaire an VI.

### LeXXesiècle
Le Journal officiel de la République française du 11 mars 1903 indique qu'une pétition signée par 531 habitants de la commune de Cesson et protestant contre la loi de 1901 a été remise par Louis Félix Ollivier, député des Côtes-du-Nord, sur le bureau de la Chambre des députés.

### LeXXIesiècle
En 2020 la commune de Cesson-Sévigné a été celle où  les prix médians des maisons (450 000 euros) ont été les plus élevés d'Ille-et-Vilaine, devançant Saint-Briac-sur-Mer (445 200 euros).

### Découvertes archéologiques récentes
Des fouilles archéologiques menées en 2017 lors de la construction du quartier ViaSilva ont révélé la présence d'une villa gallo-romaine aristocratique datant du Ier siècle, remplaçant une ferme gauloise du IIIe siècle av. J.-C. Cette villa comportait notamment un complexe thermal orné de plaques de schiste ardoisier local décorées de gravures, dont un exemple représentant un dauphin est conservé au musée de Bretagne à Rennes.
Ces découvertes attestent de l'occupation continue du territoire communal depuis l'époque gauloise et témoignent de la richesse de cette zone située dans l'aire d'influence de Condate (l'antique Rennes).

## Politique et administration

### Rattachements administratifs et électoraux

#### Circonscriptions de rattachement
Cesson-Sévigné appartient à l'arrondissement de Rennes et au canton de Betton depuis le redécoupage cantonal de 2014. Avant cette date, elle était le chef-lieu du canton de Cesson-Sévigné, créé en 1991 par modification du canton de Rennes-Est.
Pour l'élection des députés, la commune fait partie de la deuxième circonscription d'Ille-et-Vilaine, représentée depuis juin 2017 par Laurence Maillart-Méhaignerie (RE). Sous la IIIe République, elle appartenait à la deuxième circonscription de Rennes, de 1958 à 1986 à la 2e circonscription (Rennes-Sud) et de 1986 à 2010 à la 5e circonscription (Vitré).

#### Intercommunalité
La commune est membre de Rennes Métropole depuis sa création le 9 juillet 1970. Cesson-Sévigné faisait alors partie des 27 communes fondatrices du District urbain de l'agglomération rennaise qui a pris sa dénomination actuelle le 1er janvier 2000.
Cesson-Sévigné fait aussi partie du Pays de Rennes.

#### Institutions judiciaires
Sur le plan des institutions judiciaires, la commune relève du tribunal judiciaire (qui a remplacé le tribunal d'instance et le tribunal de grande instance le 1er janvier 2020), du tribunal pour enfants, du conseil de prud'hommes, du tribunal de commerce, de la cour d'appel et du tribunal administratif de Rennes et de la cour administrative d'appel de Nantes.

### Administration municipale
Le nombre d'habitants au dernier recensement étant compris entre 10 000 et 19 999, le nombre de membres du conseil municipal est de 33.

### Jumelages

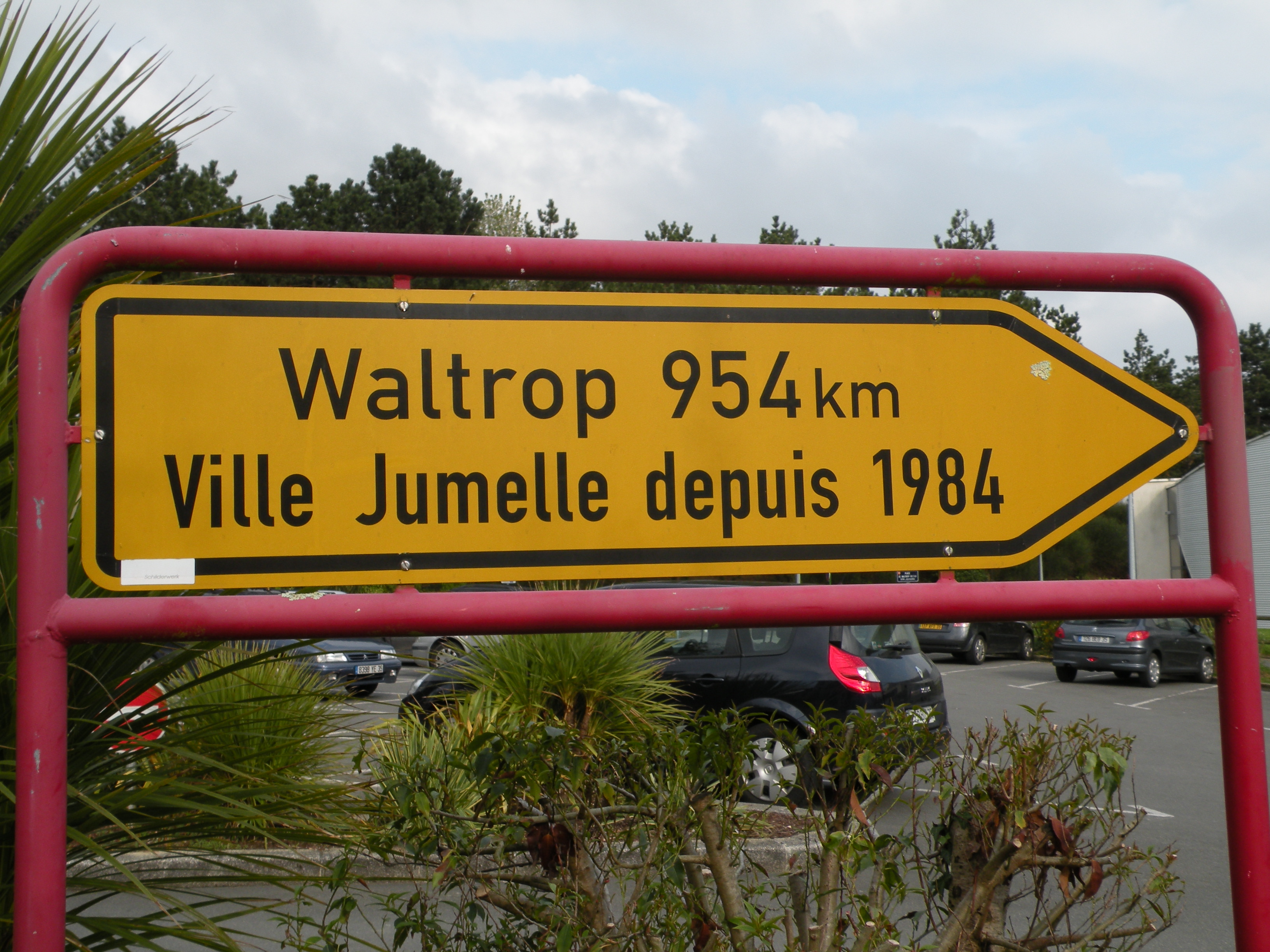
Waltrop est à 954 km de la mairie.

| Ville | Ville              | Pays | Pays      | Période     |
| ----- | ------------------ | ---- | --------- | ----------- |
|       | Carrick-on-Shannon |      | Irlande   | depuis 1999 |
|       | Dan-Kassari        |      | Niger     | depuis 2009 |
|       | Waltrop            |      | Allemagne | depuis 1984 |

## Population et société

### Évolution démographique
L'évolution du nombre d'habitants est connue à travers les recensements de la population effectués dans la commune depuis 1793. Pour les communes de plus de 10 000 habitants les recensements ont lieu chaque année à la suite d'une enquête par sondage auprès d'un échantillon d'adresses représentant 8 % de leurs logements, contrairement aux autres communes qui ont un recensement réel tous les cinq ans,.
En 2022, la commune comptait 18 076 habitants, en évolution de +4,06 % par rapport à 2016 (Ille-et-Vilaine : +5,46 %, France hors Mayotte : +2,11 %).
| 1793  | 1800  | 1806  | 1821  | 1831  | 1836  | 1841  | 1846  | 1851  |
| ----- | ----- | ----- | ----- | ----- | ----- | ----- | ----- | ----- |
| 2 173 | 2 119 | 2 215 | 2 350 | 2 366 | 2 206 | 2 283 | 2 400 | 2 480 |

| 1856  | 1861  | 1866  | 1872  | 1876  | 1881  | 1886  | 1891  | 1896  |
| ----- | ----- | ----- | ----- | ----- | ----- | ----- | ----- | ----- |
| 2 526 | 2 632 | 2 561 | 2 418 | 2 441 | 2 431 | 2 464 | 2 306 | 2 218 |

| 1901  | 1906  | 1911  | 1921  | 1926  | 1931  | 1936  | 1946  | 1954  |
| ----- | ----- | ----- | ----- | ----- | ----- | ----- | ----- | ----- |
| 2 176 | 2 017 | 2 050 | 1 834 | 1 842 | 1 902 | 2 117 | 2 791 | 2 934 |

| 1962  | 1968  | 1975  | 1982   | 1990   | 1999   | 2006   | 2011   | 2016   |
| ----- | ----- | ----- | ------ | ------ | ------ | ------ | ------ | ------ |
| 3 467 | 3 658 | 6 424 | 10 451 | 12 708 | 14 344 | 15 627 | 15 413 | 17 371 |

| 2021   | 2022   | - | - | - | - | - | - | - |
| ------ | ------ | - | - | - | - | - | - | - |
| 17 716 | 18 076 | - | - | - | - | - | - | - |

### Études supérieures
La ville de Cesson-Sévigné accueille plusieurs établissements d'enseignement supérieur : CentraleSupélec (ex-Supélec), l'École des transmissions (ETRS, ex-ESAT), IMT Atlantique (ex-Télécom Bretagne), Ecofac Business School, Ister Santé & Social ou encore l'école de commerce ESCCOT.

### Sports

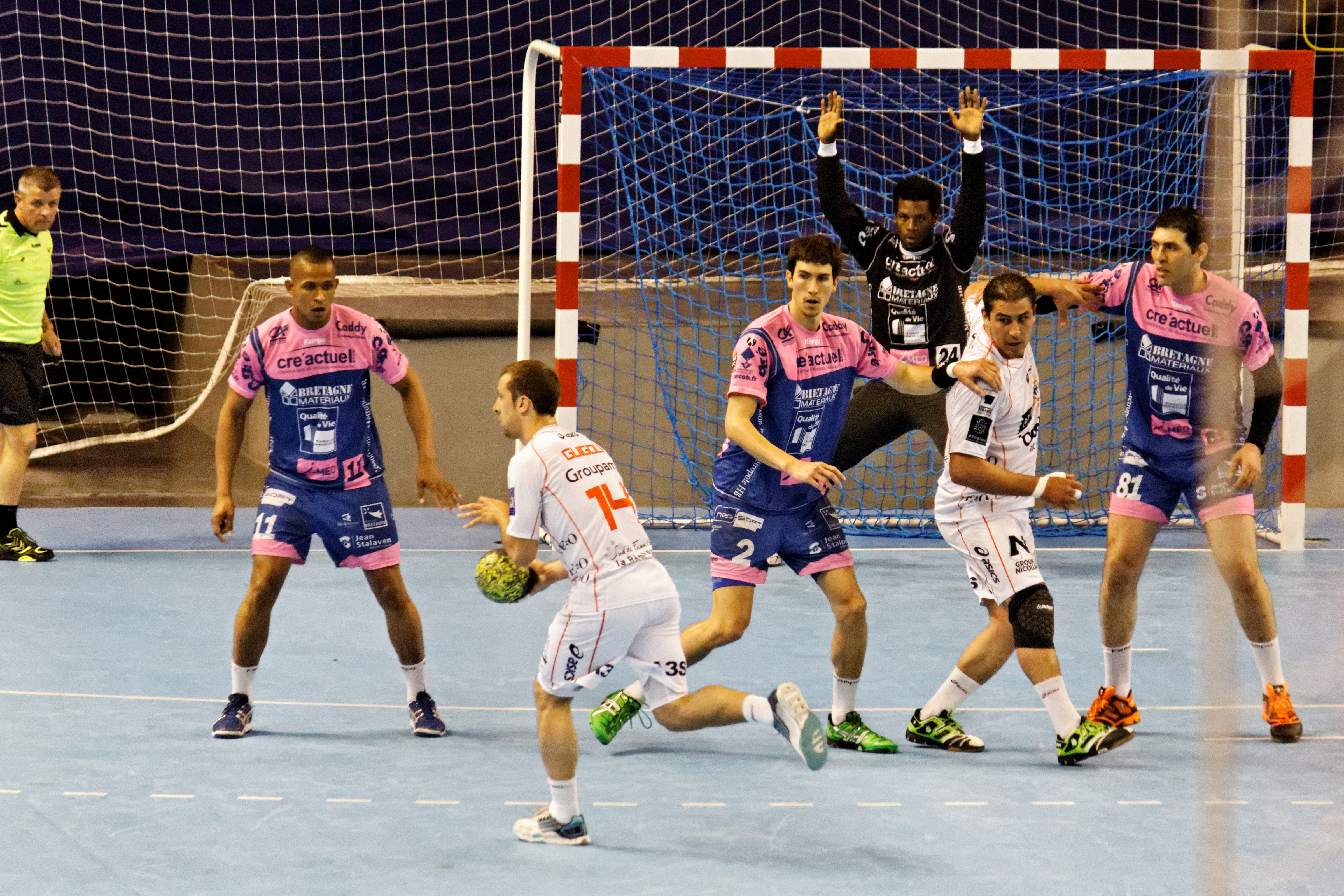
Sylvain Hochet, à gauche, contre Montpellier en 2012.

Au cœur même de la ville, on trouve le stade d'eaux vives qui accueille de nombreuses compétitions régionales et internationales de canoë-kayak ainsi que des entraînements de l'équipe de France. La ville possède également un pôle France, lieu d'entraînement officiel de l'équipe nationale, et une piscine municipale.
Le Cesson-Rennes MHB est le premier club de handball masculin de Bretagne avec son équipe en StarLigue (1re division) de 2009 à 2019 et de nouveau depuis 2020.
Le club de football OC Cesson a évolué au niveau National 3 durant la saison 2022-2023 .
Son cercle celtique, les Perrières, fait également partie des meilleurs groupes de Bretagne, étant classé dans la plus haute division de la confédération War'l leur (1re catégorie).
Cesson-Sévigné a également été désignée « Ville la plus sportive de France » dans la catégorie des villes de moins de  20 000 habitants en 2011.

## Économie

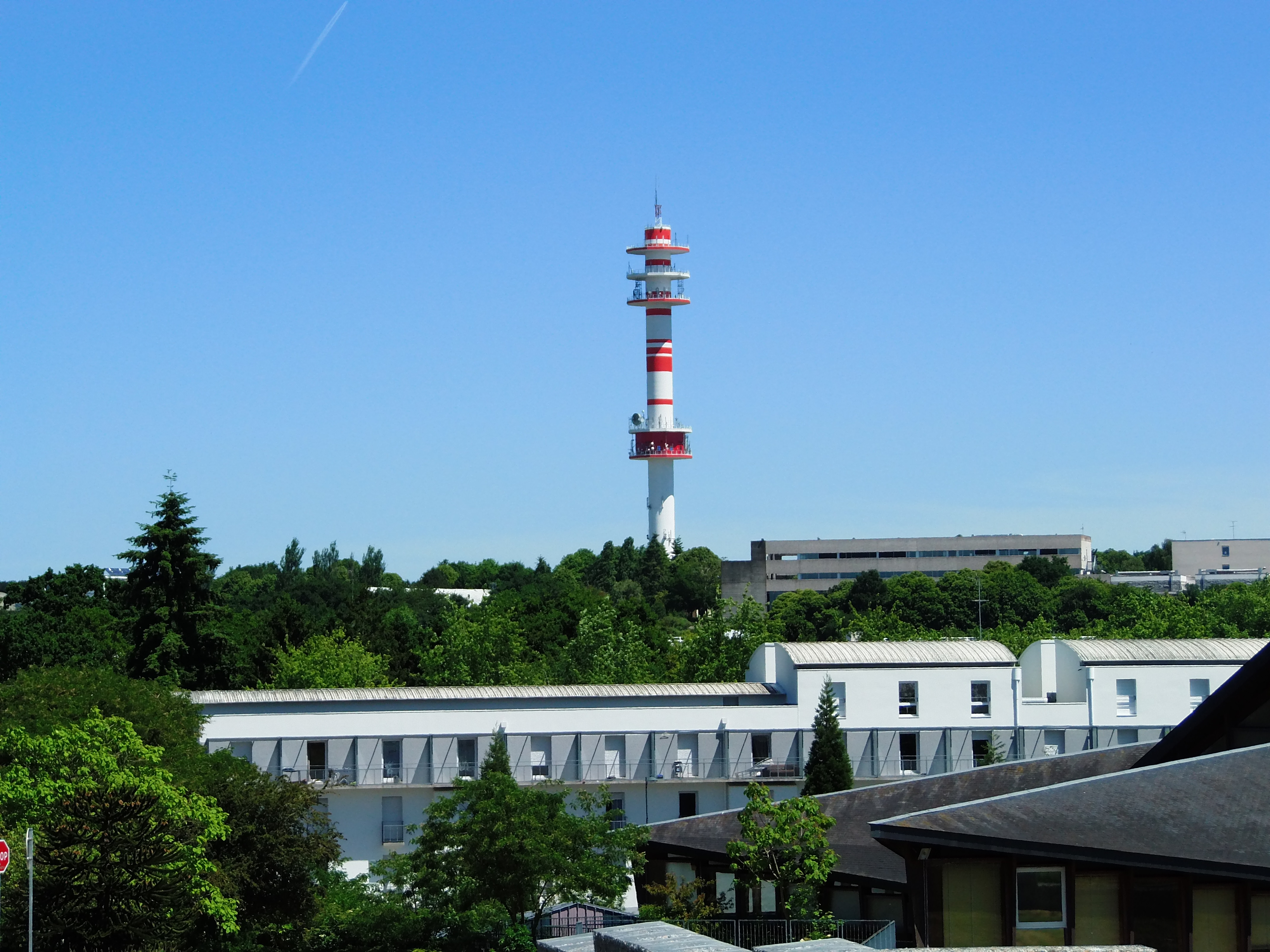
la tour TDF sur la technopole Atalante.

La vitalité de la commune vient de sa zone d'activité qui regroupe une partie de la technopole de Rennes Atalante, spécialisée dans la haute technologie des télécommunications, à l'origine notamment du Minitel. C'est un bassin d'emploi attractif et en plein développement dans l'agglomération rennaise.
Cesson-Sévigné accueille quelques importants centres de recherche de grandes entreprises telles Orange,  Vantiva, Canon, OVH, etc., autour desquels se greffent une multitude de starts up et de sociétés de services en ingénierie informatique.

## Lieux et monuments

### Patrimoine bâti
La commune compte un monument historique inscrit, le château de Cucé, par arrêté du 23 novembre 1970, il se situe après la Menouriais, en limite de la commune de Chantepie.

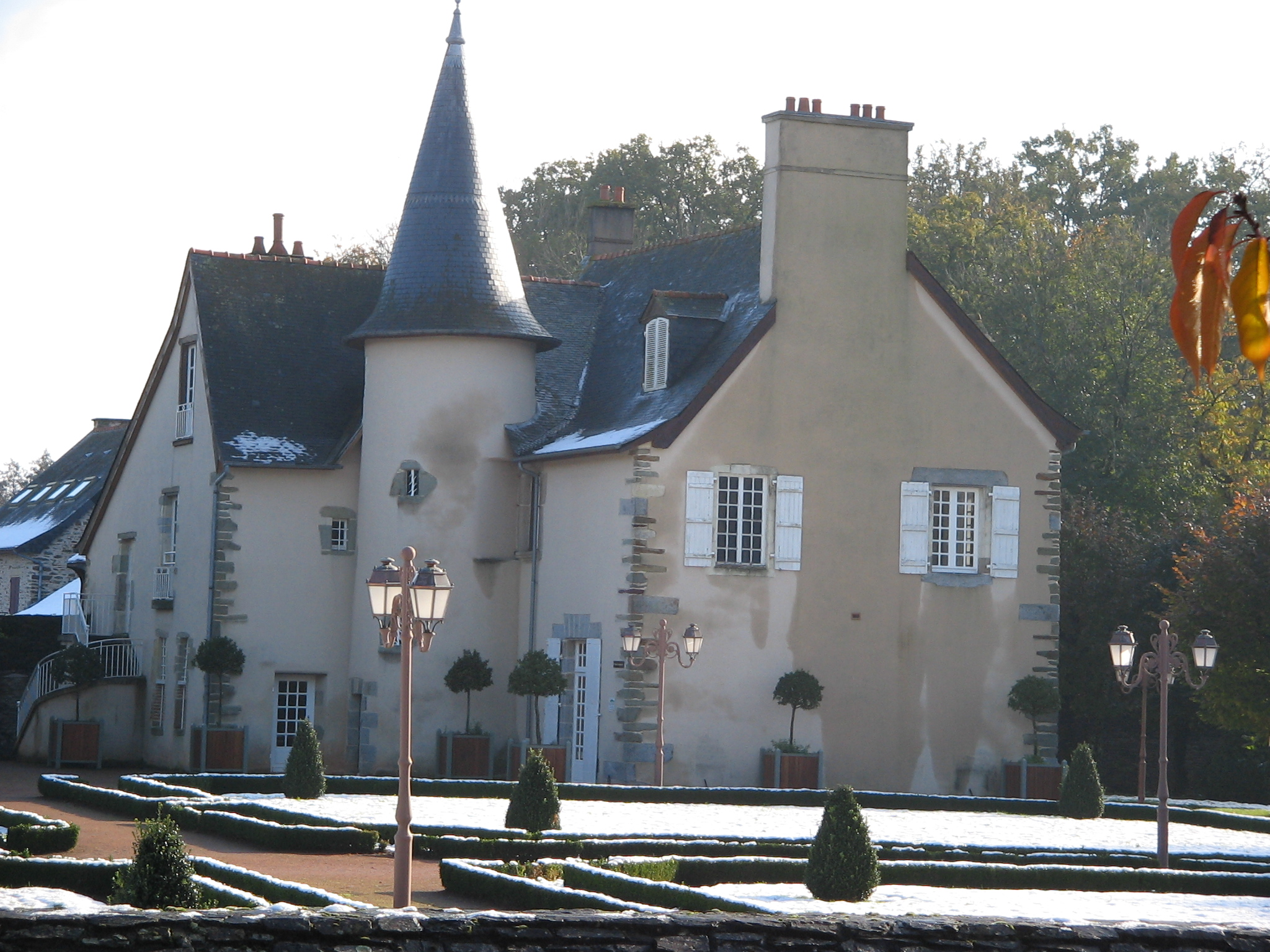
Le manoir de Bourgchevreuil, au centre de la commune.
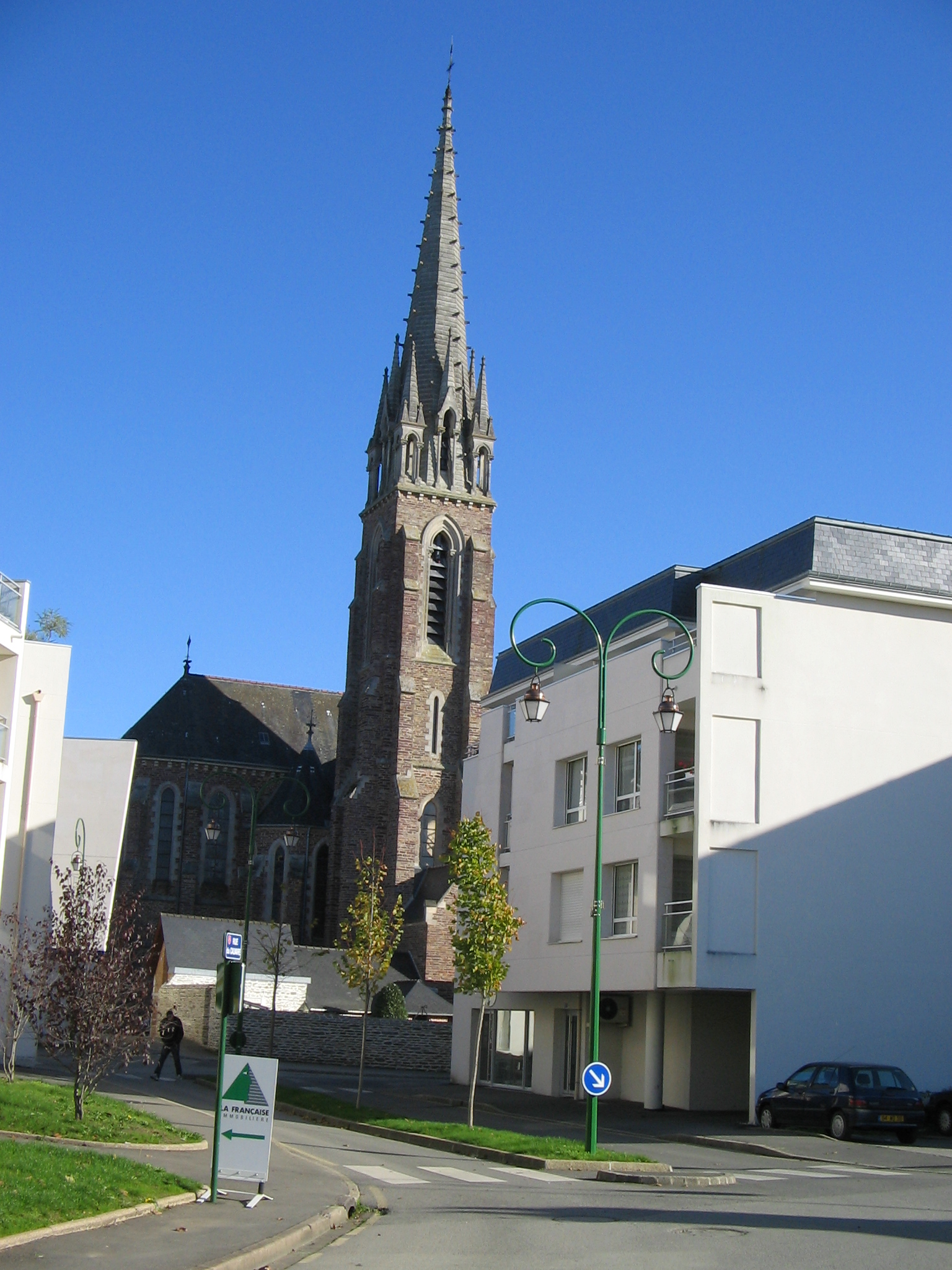
L'église Saint-Martin.
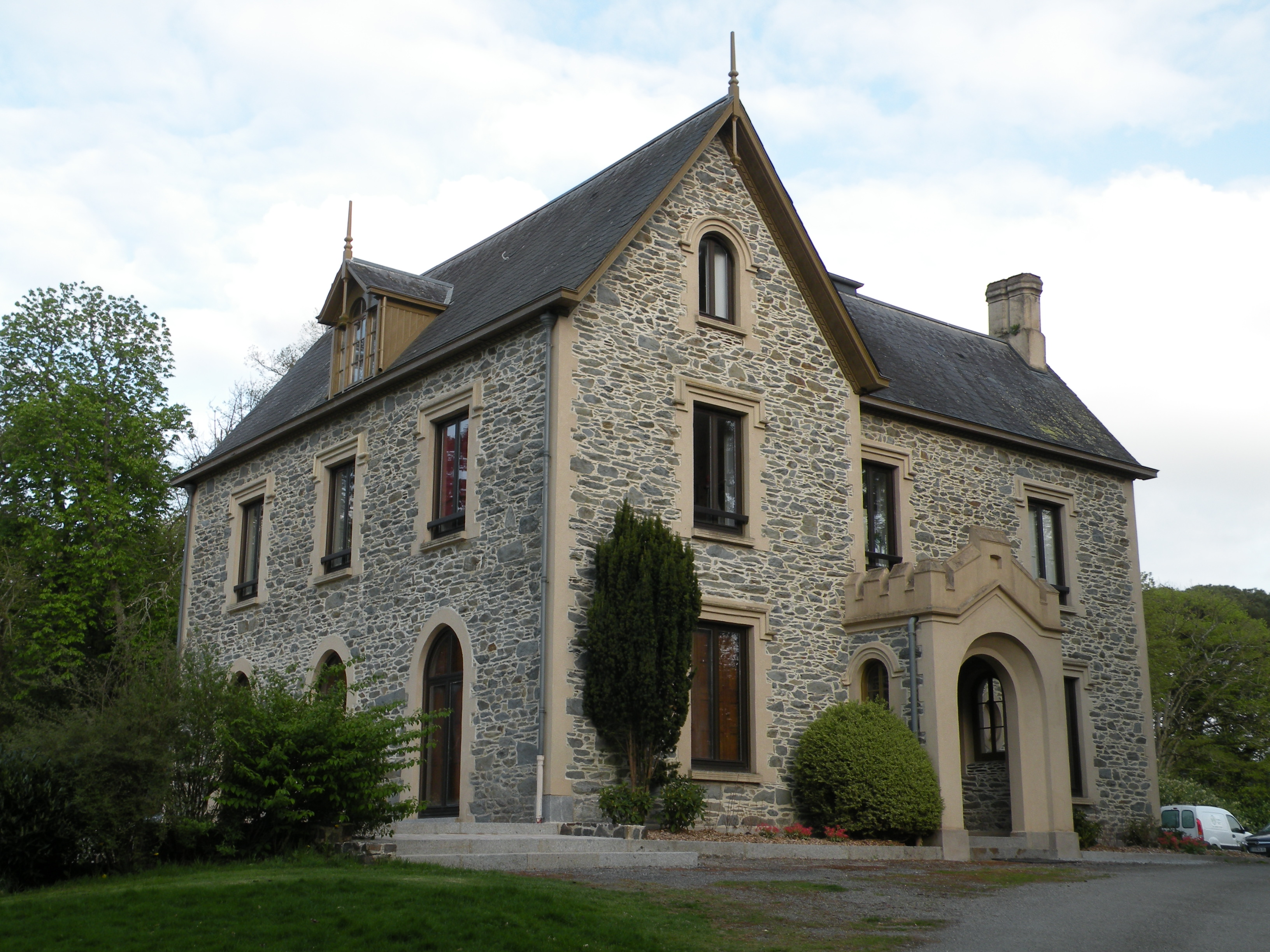
Le « château » de la Monniais.
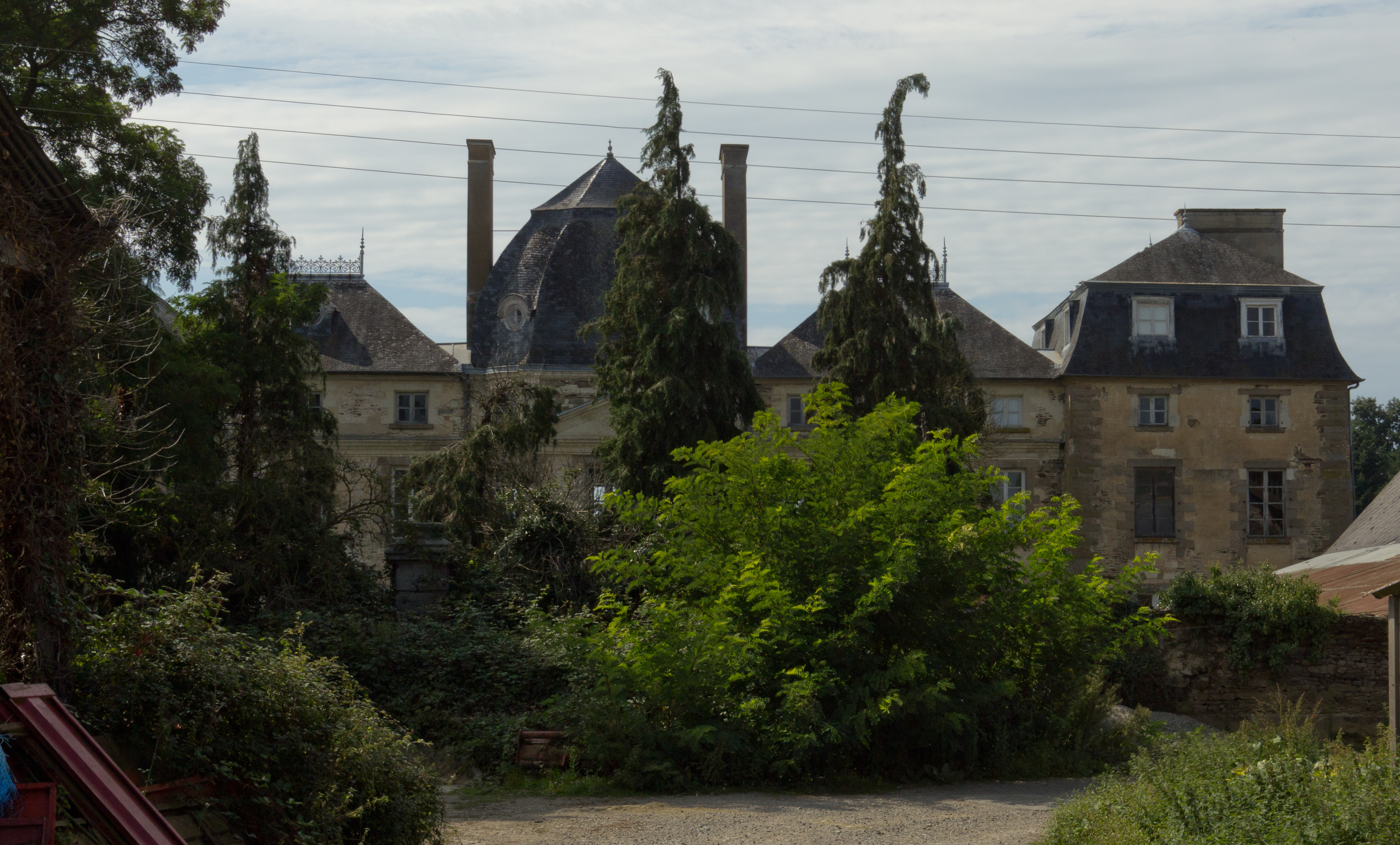
Le château de la Salette-de-Cucé.
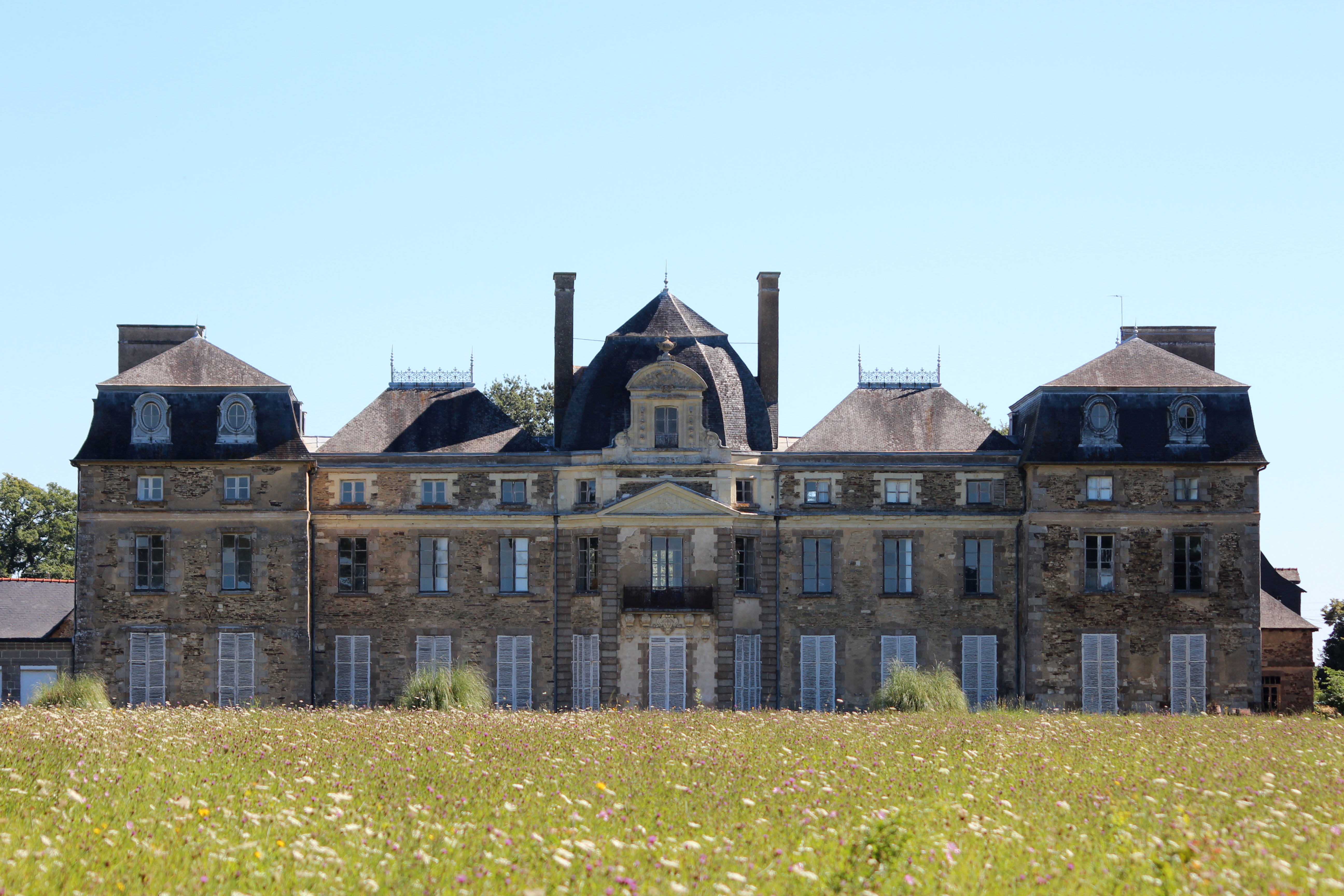
Le château de la Salette-de-Cucé.

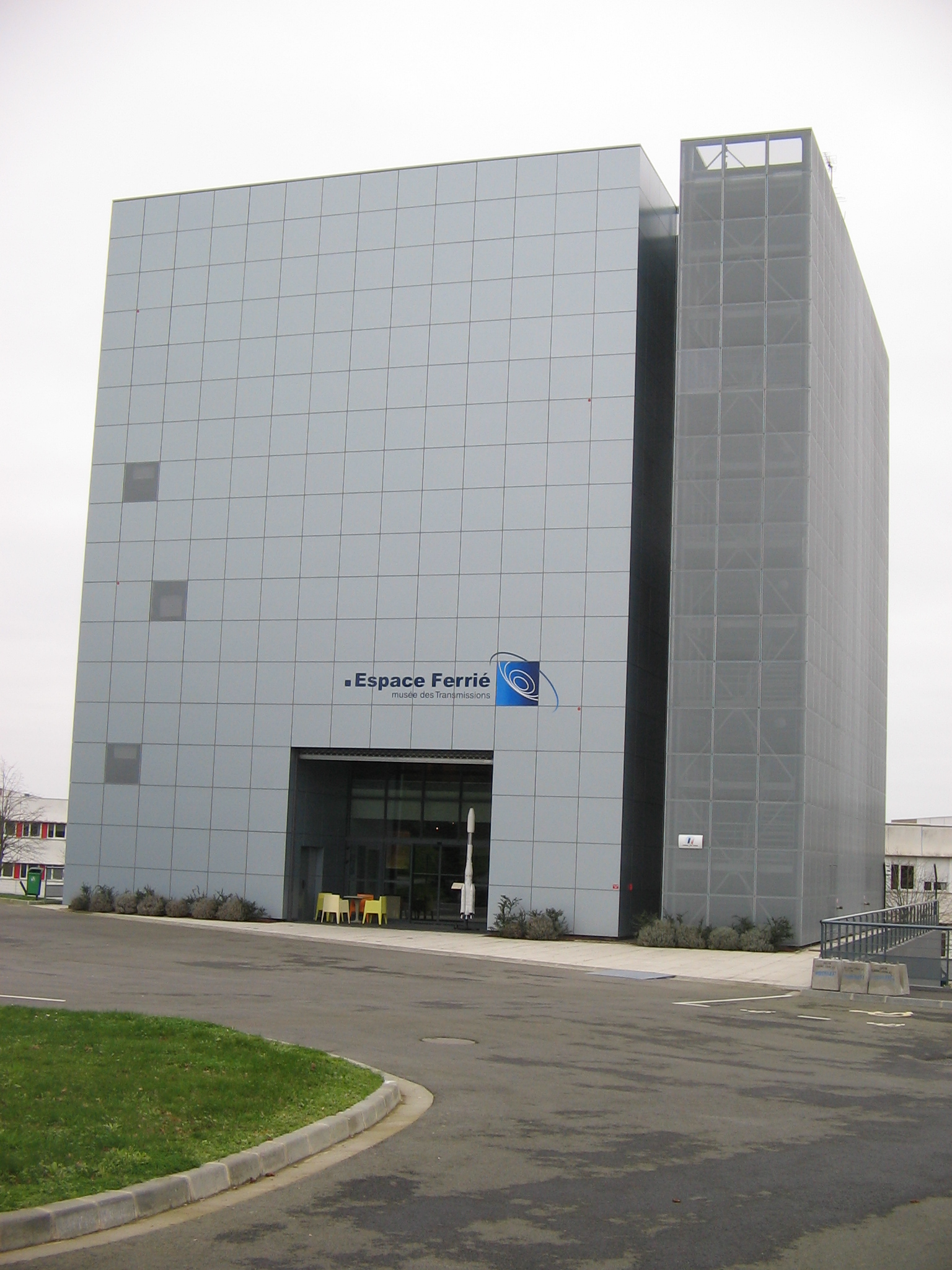
L'entrée de l'espace Ferrié.

- Le musée des Transmissions Espace Ferrié qui a ouvert en 2004 à proximité de l'ETRS (ex-ESAT) dans la technopole de Rennes Atalante.
- Le manoir de Bourgchevreuil, au centre de la commune ; son parc est un site classé en partie[52].
- Le manoir de la Chalotais (actuelle mairie), son parc est un site classé[52].
- Le manoir de Grippé.
- Manoir de Champagné, devant le lycée, a conservé sa porte médiévale et son plan d'origine (chapelle disparue).
- Le cours de la Vilaine, anciennement nommée Grande Rue, rue Principale ou rue de la Mairie, constitue l'artère principale du vieux Cesson. Il est bordé d'un ensemble de maisons simples ou à boutique, en pierre, dans un alignement (côté Rennes) et une perspective ou étranglement (côté église) assez remarquables. Autrefois sujet à la raillerie en ces termes « Cesson-les-Bains de pieds » à cause du courant se transportant dans la rue lors des inondations[réf. nécessaire].
- « Château » (XIXe siècle), manoir, maison et grange de la Fresnerie (XVIe siècle), en plein centre historique, conserve une tour d'escalier à l'arrière avec des fenêtres à grille.
- Ancienne mairie et école (bel exemple architectural du XXe), cours de la Vilaine.
- Maison du 13 cours de la Vilaine avec porte et vitrine de commerce (XIXe siècle) et gerbière à poulie (inventaire du conseil régional de Bretagne).
- Église Saint-Martin, construite en 1902 par Arthur Regnault.
- Presbytère et à sa gauche ancienne maison dite de la Pie qui Boit.
- La Gaudaie, manoir.

### Parcs et sites naturels

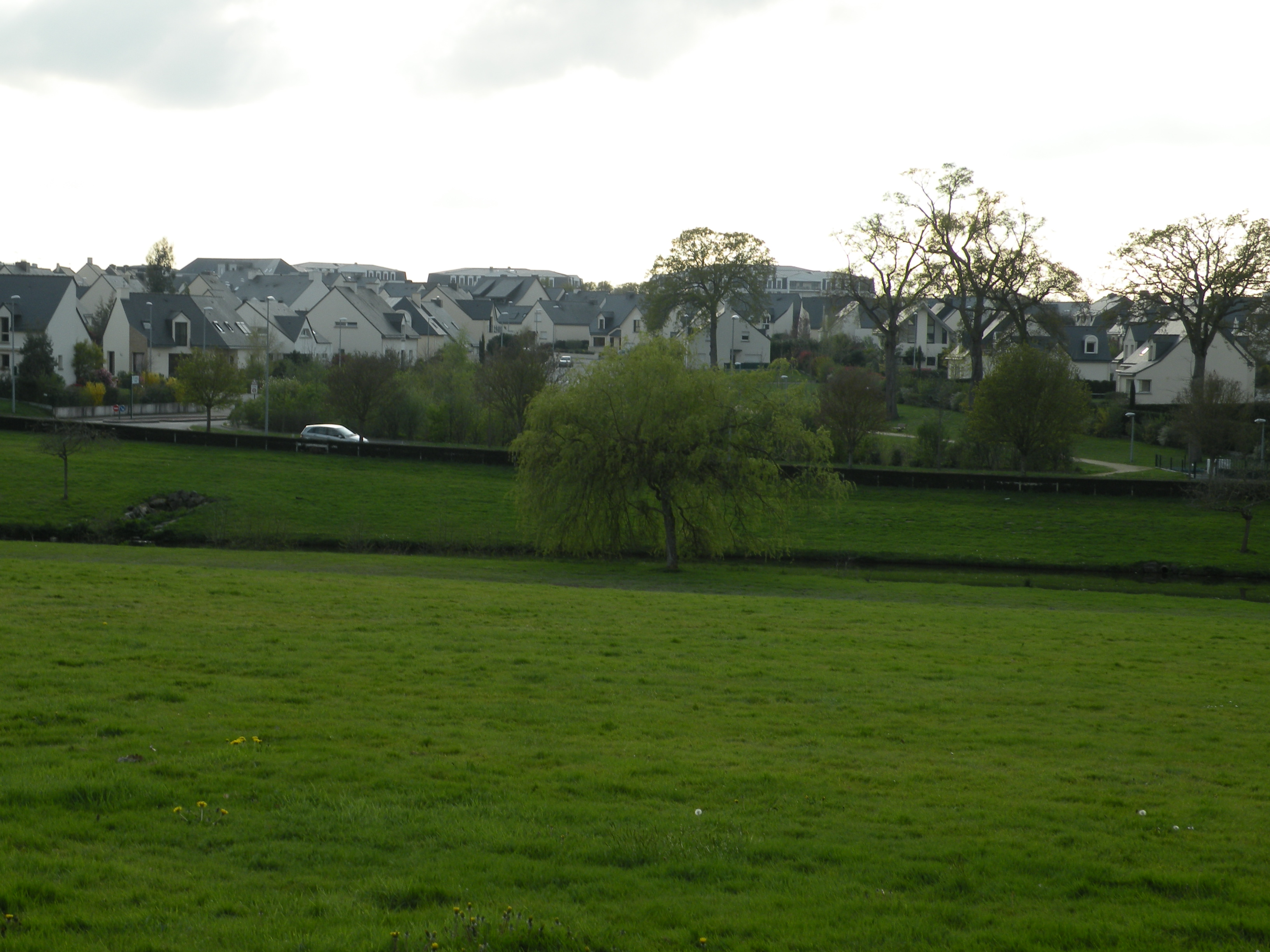
Le parc de la Monniais.
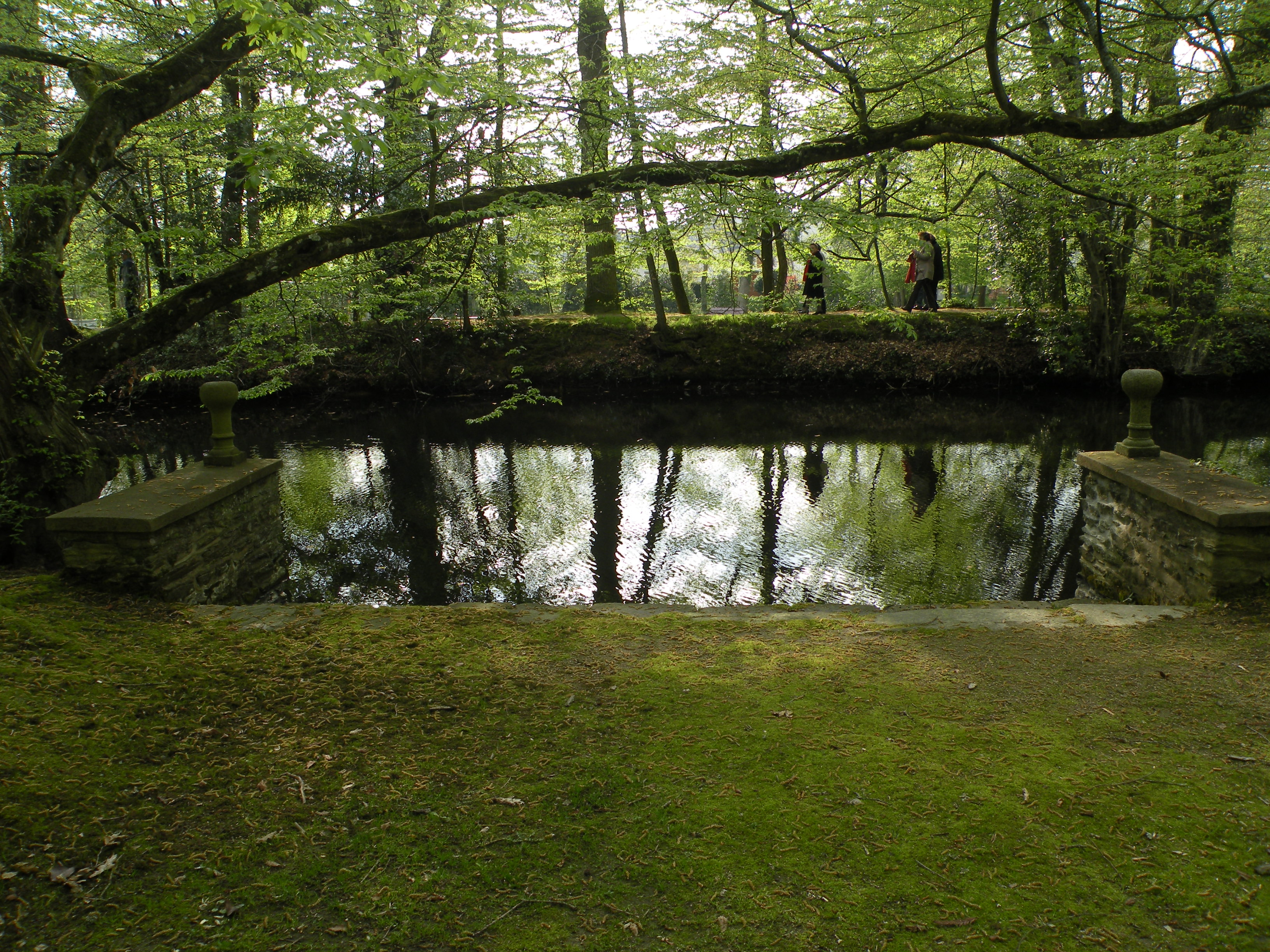
Le parc de la Chalotais.
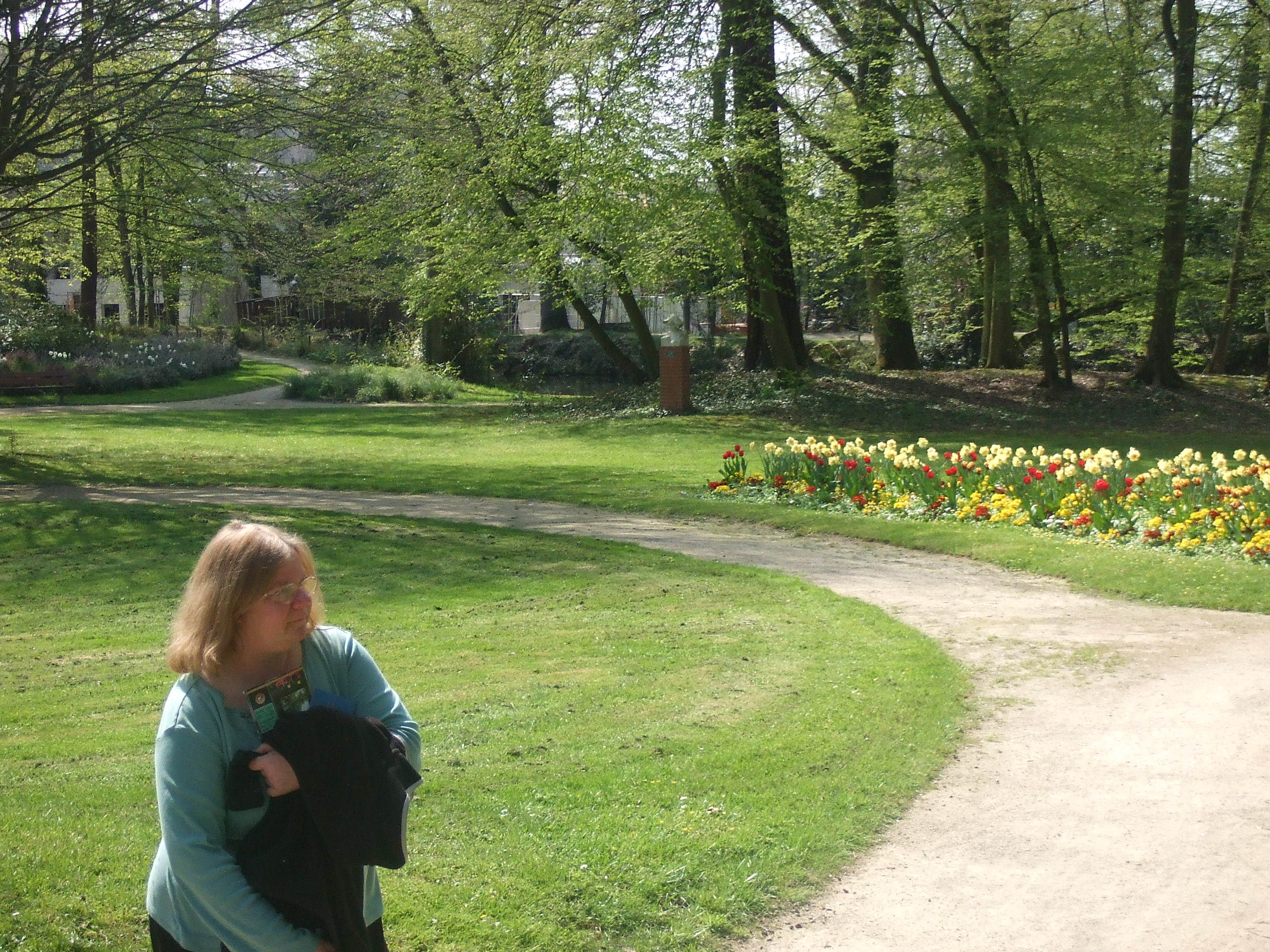
Les allées du parc de la Chalotais.
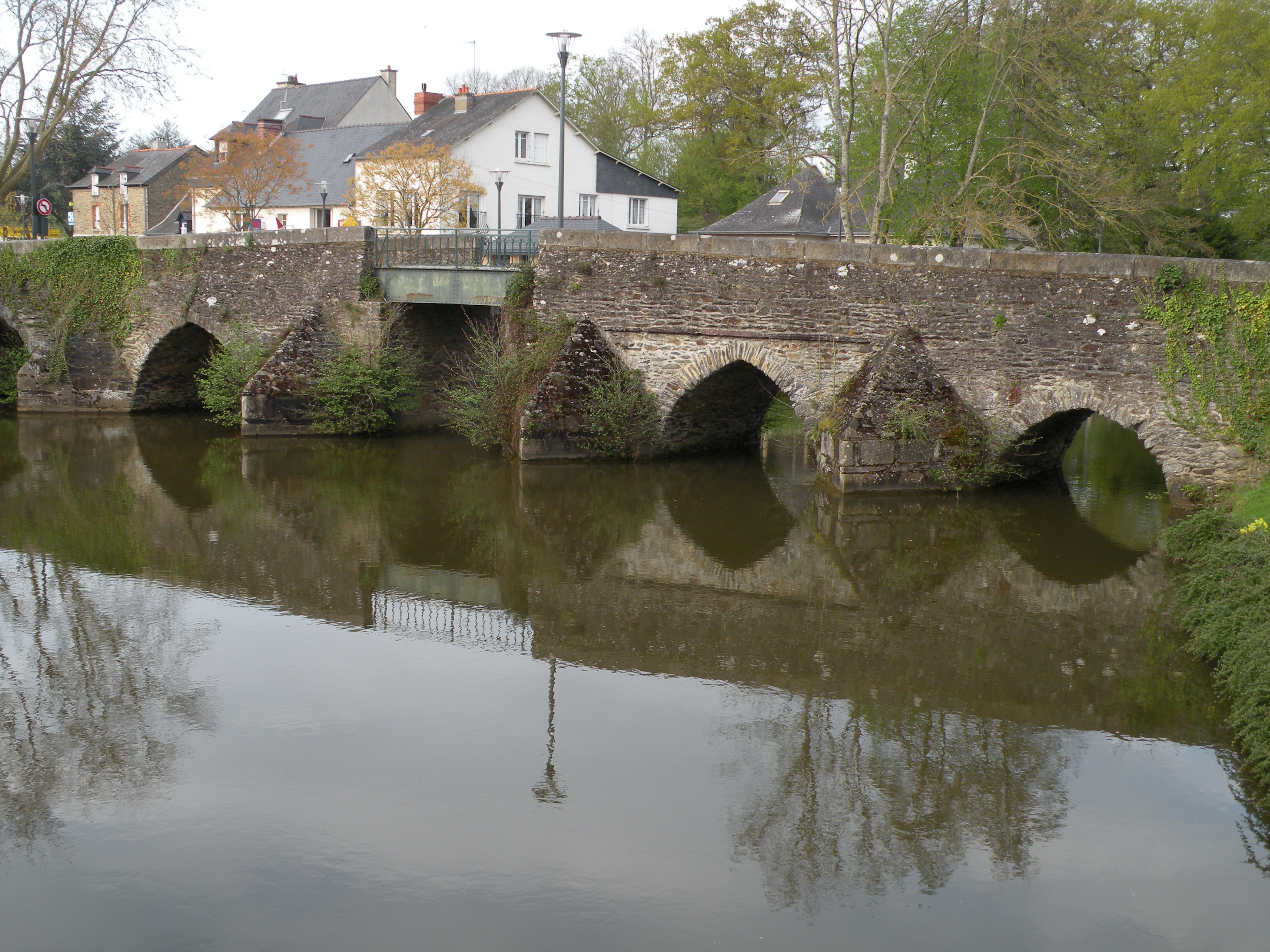
La Vilaine franchie par les vieux ponts.

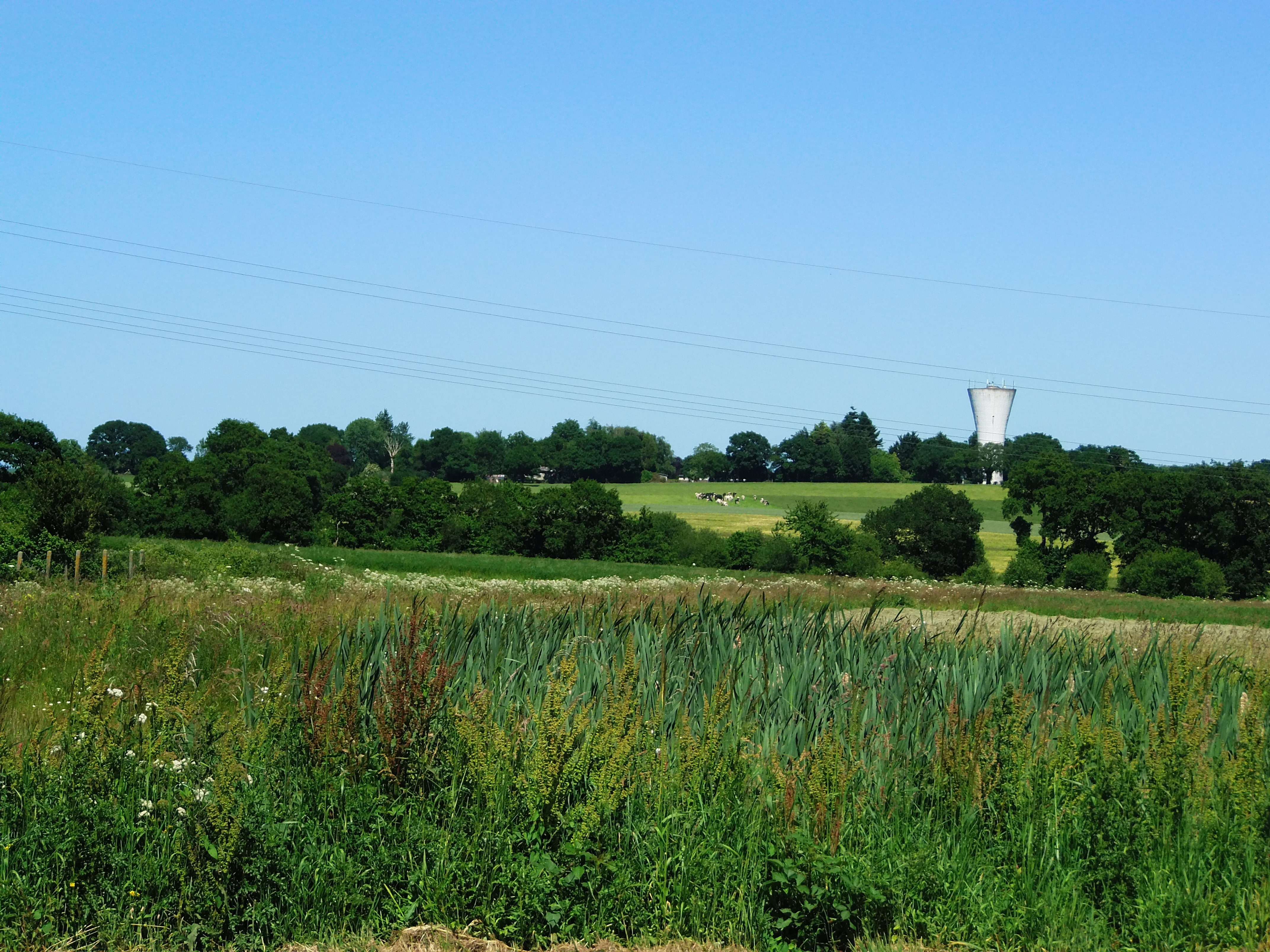
Campagne cessonnaise.

- Le site naturel de la Vilaine et des vieux ponts. Face au calvaire, un quatrième pont, de moindre envergure, est occulté par un remblai depuis quelques années.
- Le site et parc de la Monniais avec sa maison bourgeoise de style anglais surnommé « le château » et plus loin, le long de la route, l'ancien manoir. Ce site a servi de carrière de pierre.
- Les étangs de Dézerseul, site naturel créé par la commune en 1973, pour la détente et les loisirs, composé de 40 hectares en bordure de Vilaine pour « redonner à Cesson son caractère de rendez-vous champêtre d'avant-guerre ».
- Le port de Cesson, en sortant du cours de la Vilaine, à l'intersection avec la rue de Rennes, il est en face. Son apogée semble se situer au début du XVIIIe siècle, avec le transport de la pierre extraite de Cesson, pour la reconstruction de Rennes. Désaffecté depuis longtemps et oublié de la population, il n'en conserve pas moins de belles bâtisses.
- De la Fresnerie (rue et parc) à la Vilaine, en passant par le cours de la Vilaine, on peut découvrir, à la tombée de la nuit, le vol des chauves-souris. Plusieurs espèces y sont concentrées, comme le murin de Daubenton, les pipistrelles communes et de Kuhl. Toutes ces espèces, ainsi que leurs lieux de vie, sont protégés aux niveaux français et européen. Elles nichent dans les murs de pierres et sous les toits des vieilles maisons, chassent autour des arbres et sur la Vilaine.

### Environnement
La ville a été récompensée par quatre fleurs et la distinction Grand prix au palmarès 2007 du concours des villes et villages fleuris. Elle a également obtenu en 1999 la médaille d'or au concours européen Entente florale.

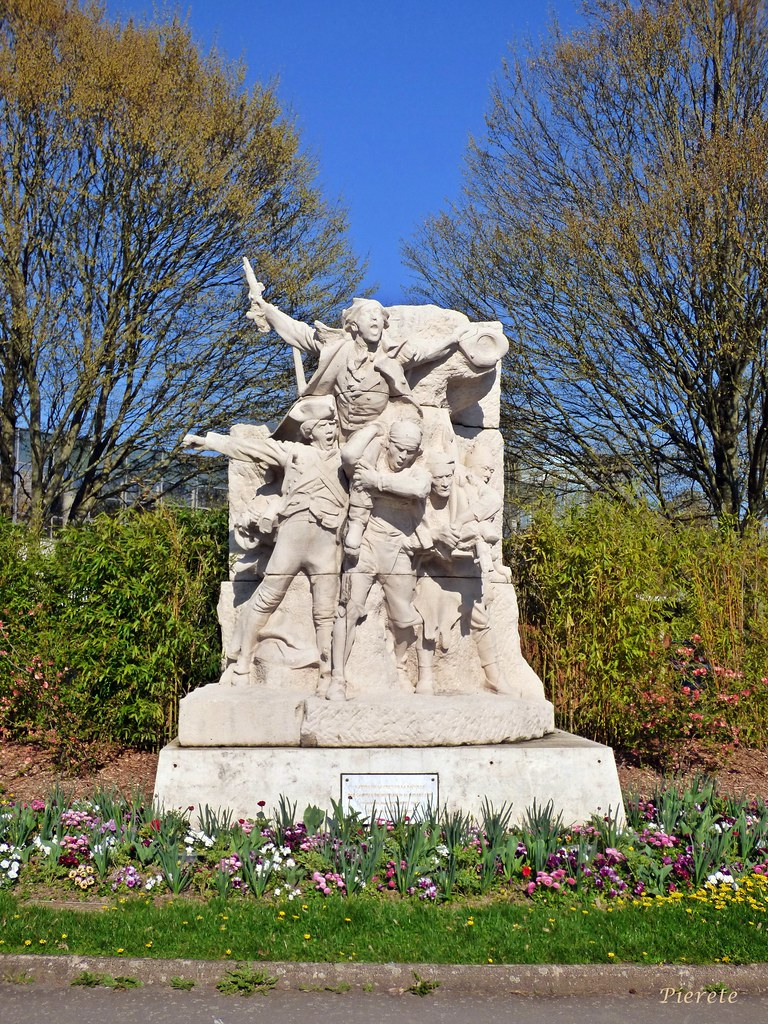
« L'appel à la prise de la Bastille par Camille Desmoulins », Jean Boucher, 1909.

### Personnalités liées à la commune
- Jean Boucher, né à Cesson-Sévigné au lieu-dit la Vallée, a partagé sa vie entre Paris et Hédé. Son œuvre est visible sur l'ensemble du territoire national. La principale dominante de la collection conservée à Cesson-Sévigné concerne ses collections iconographiques qui représentent plusieurs centaines de pièces de documents, de dessins, de cartes postales, correspondances, photographies qui témoignent de Jean Boucher et de son œuvre. Ce fonds fait désormais l'objet d'une vaste campagne de numérisation et est accessible à tous à distance via internet.
- Jean-Baptiste de Gennes, comte d'Oyac (ou de Gennes), est seigneur de Bourg-Chevreuil dont la seigneurie avec le manoir de Bourgchevreuil a été acheté par son grand-père.
- l'historien des religions et académicien (des Inscriptions et belles-lettres), le professeur Jean Delumeau (1923-2020), qu'on a pu voir jadis se hâter vers la messe catholique du samedi soir en l'église de Cesson. Jean Delumeau est inhumé dans le cimetière de la commune.
- Françoise Beaucournu-Saguez, entomologiste française, y est morte en 2000.
- Barthélémy Pocquet, historien spécialiste de la Bretagne y meurt en sa maison de la Monnias en 1926.
- Titouan Castryck, vice-champion olympique de canoë-kayak en 2024 est licencié dans le club de la ville.
- Faustine Noël, vice-championne paralympique
- Camille Prigent, kayakiste

### Héraldique
| Blason | Blasonnement : De gueules au chevron d'argent, accompagné de trois billettes de même. |

## Culture
Cesson-Sévigné est un centre de culture. Elle possède notamment un centre culturel et un cinéma.
Concernant la culture bretonne, la ville est le siège du Bagad de Cesson-Sévigné ainsi que du cercle celtique des Perrières.

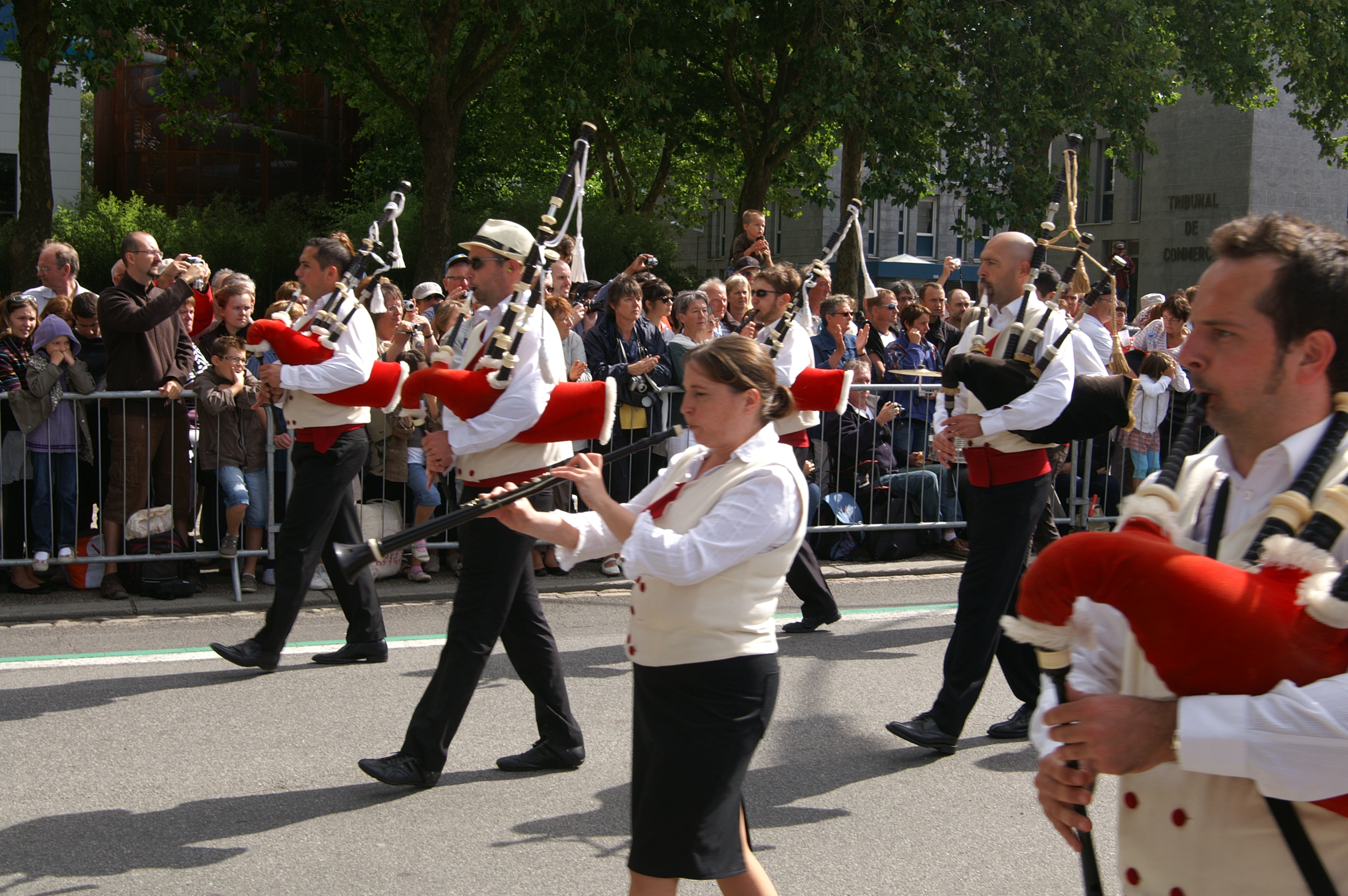
Le bagad de Cesson-Sévigné.
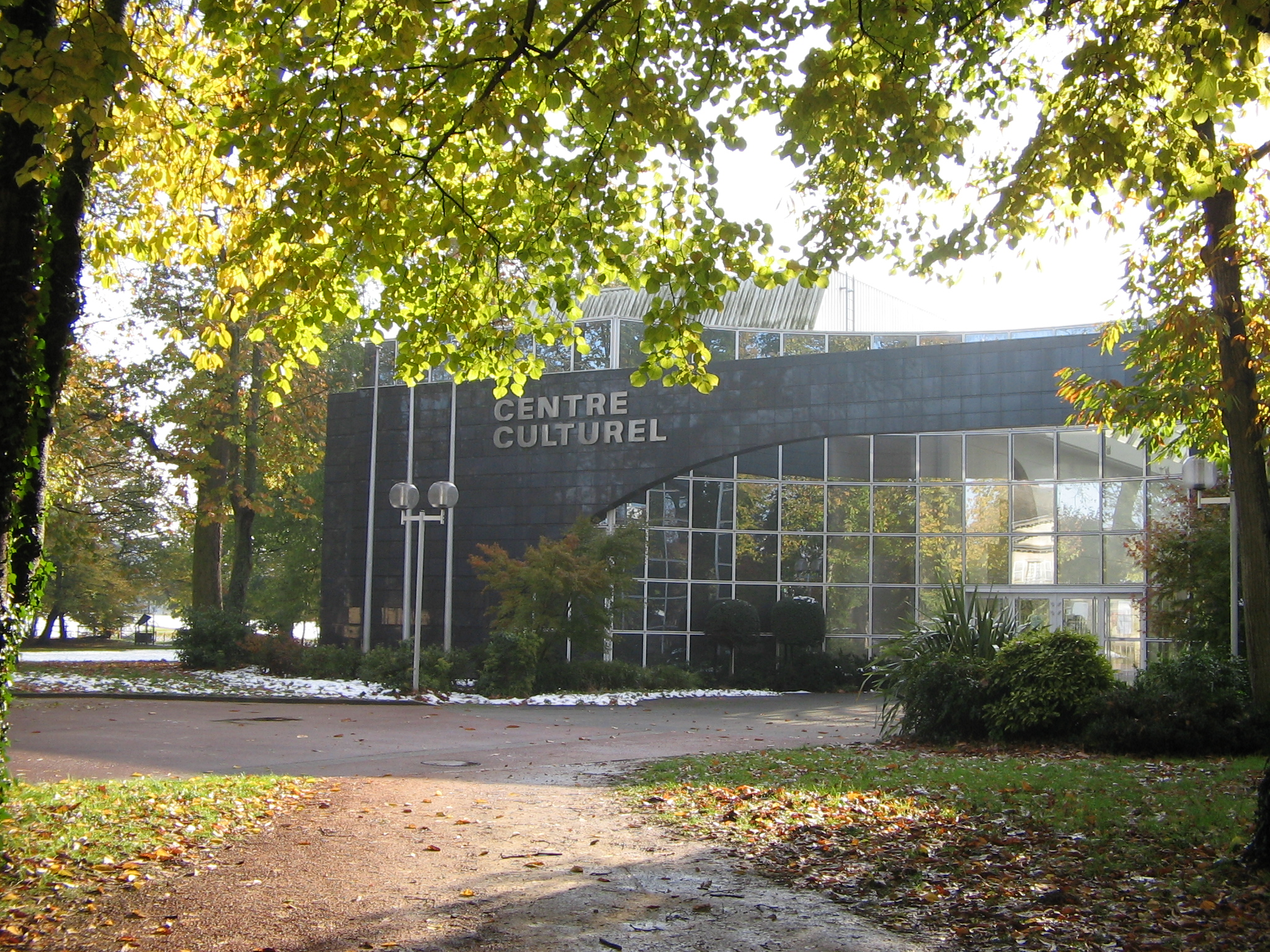
Le centre culturel.

## Vie Sportive
Labellisée « Terre de Jeux 2024 », Cesson-Sévigné devient centre de préparation aux Jeux olympiques d'été de 2024 avec la rénovation de son stade d'eaux vives pour un montant de 4,5 millions d'euros. Le nouveau bassin, long de 112 mètres et conforme aux normes internationales, accueille des délégations étrangères de canoë-kayak en préparation des Jeux de Paris.
En 2025, cette politique sportive est récompensée par l'obtention du label « Ville Européenne du Sport 2026 », décerné par l'Association des Capitales et Villes Européennes du Sport (ACES Europe),. Cette distinction européenne récompense l'engagement de la commune en faveur du développement du sport pour tous, l'excellence de ses infrastructures sportives et le dynamisme de son tissu associatif. Le jury européen a notamment salué la diversité des initiatives menées sur le territoire et l'accueil d'événements sportifs internationaux tels que les Internationaux de Badminton Yonex en 2023 et les UN Games de l'ONU en 2025.